# Leonardo da Vinci
Leonardo da Vinci (italienska: [leoˈnardo da vˈvintʃi] ( lyssna), egentligen Leonardo di ser Piero da Vinci, född 15 april 1452 i Anchiano nära Vinci i Toscana, död 2 maj 1519 i Amboise i Frankrike, var ett italienskt universalgeni. Han betraktas som den första högrenässansmästaren och var verksam som konstnär, arkitekt, ingenjör, uppfinnare, naturforskare, matematiker, musiker och filosof. Leonardo tillhör renässansens mest betydelsefulla gestalter. Han är mest känd för målningen Mona Lisa, utförd 1503–1506, samt muralmålningen Nattvarden från 1498.
I kortform bör han kallas "Leonardo" och inte exempelvis "da Vinci". Namnet "da Vinci" betyder bara "från Vinci" och syftar på "Leonardo, herr Pieros son, från Vinci"; detta namn bar han eftersom han var född utom äktenskapet.

## Biografi

### 1452–1466: Barndom

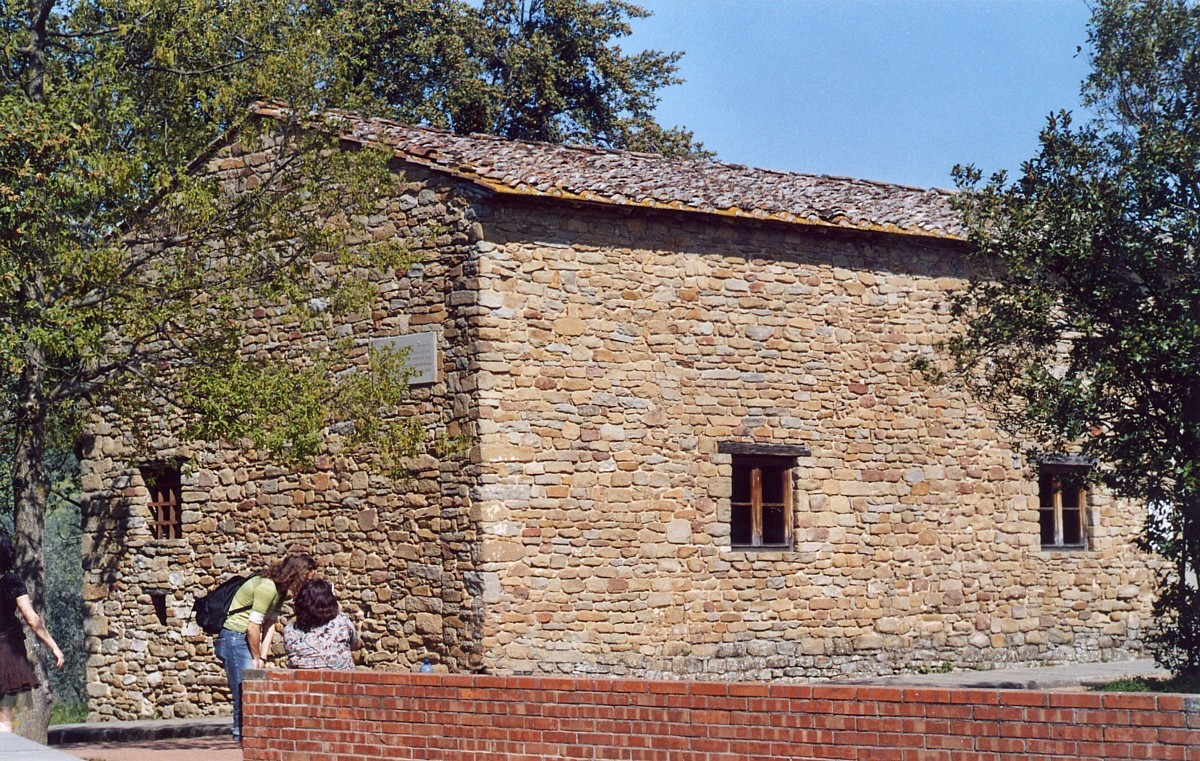
Leonardos barndomshem i Anchiano.

Leonardo föddes i den lilla staden Anchiano nära samhället Vinci i Toscana i Italien som utomäktenskaplig son till Ser Piero, notarie i Vinci, som då tillhörde Florens, och Caterina Lippi, en ung bondkvinna. Han tillbringade sina första fem år i byn Anchiano med sin far och mor. Modern gav sig sedan iväg för att gifta sig med en annan man.
Från 1457 bodde han med sin far, morföräldrar och morbrodern Francesco i det lilla samhället Vinci. Hans far hade gift sig med en sextonårig flicka som hette Albiera Amadori. När Leonardo var 16 år gifte fadern om sig med den tjugoåriga Francesca Lanfredini. Leonardo hade totalt 17 syskon.
Leonardo började redan tidigt visa begåvning på många skilda områden. Som exempel tyckte han om att spela luta, sjunga och läsa poesi. Dock var det inte inom dessa områden som han glänste som mest, vare sig som ung eller under sina senare år.

### 1466–1476: Lära hos Andrea del Verrocchio

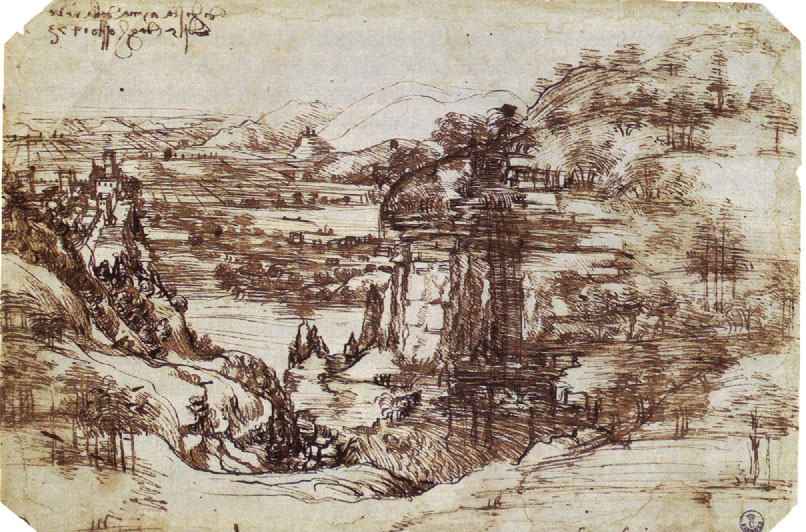
Teckningen av Arno-dalen.

Hans extraordinära talanger uppmärksammades tidigt och han sattes omkring år 1466, vid ca 14 års ålder, i lära hos Andrea del Verrocchio, en ledande florentinsk skulptör, guldsmed och målare, tillsammans med Domenico Ghirlandaio, Perugino, Sandro Botticelli och Lorenzo di Credi.
Leonardo var inte bara lärling hos Andrea del Verrocchio utan bodde även i samma hus som honom. Studierna inkluderade olika ämnen och ägde rum i en tid då det nya människoidealet började växa fram, numera känt som renässansens början. Det sägs ofta att detta var perioden då Europa lämnade medeltiden, dess samhällssystem och tänkande. Det nya människoidealet gick i korthet ut på att ju fler saker man var bra på, desto bättre.
Enligt Giorgio Vasari var Leonardo med och målade Jesu dop. Han målade en ängel som imponerade så på Verrocchio att denne svor att aldrig mer måla igen.
År 1472, vid cirka 20 års ålder, blev han mästare och medlem av S:t Lukasgillet. Leonardos tidigaste kända verk är en målning av Arno-dalen, målad den 5 augusti 1473.
År 1476 åtalades Leonardo och tre andra unga män för sodomi, men de frikändes.

### 1476–1519

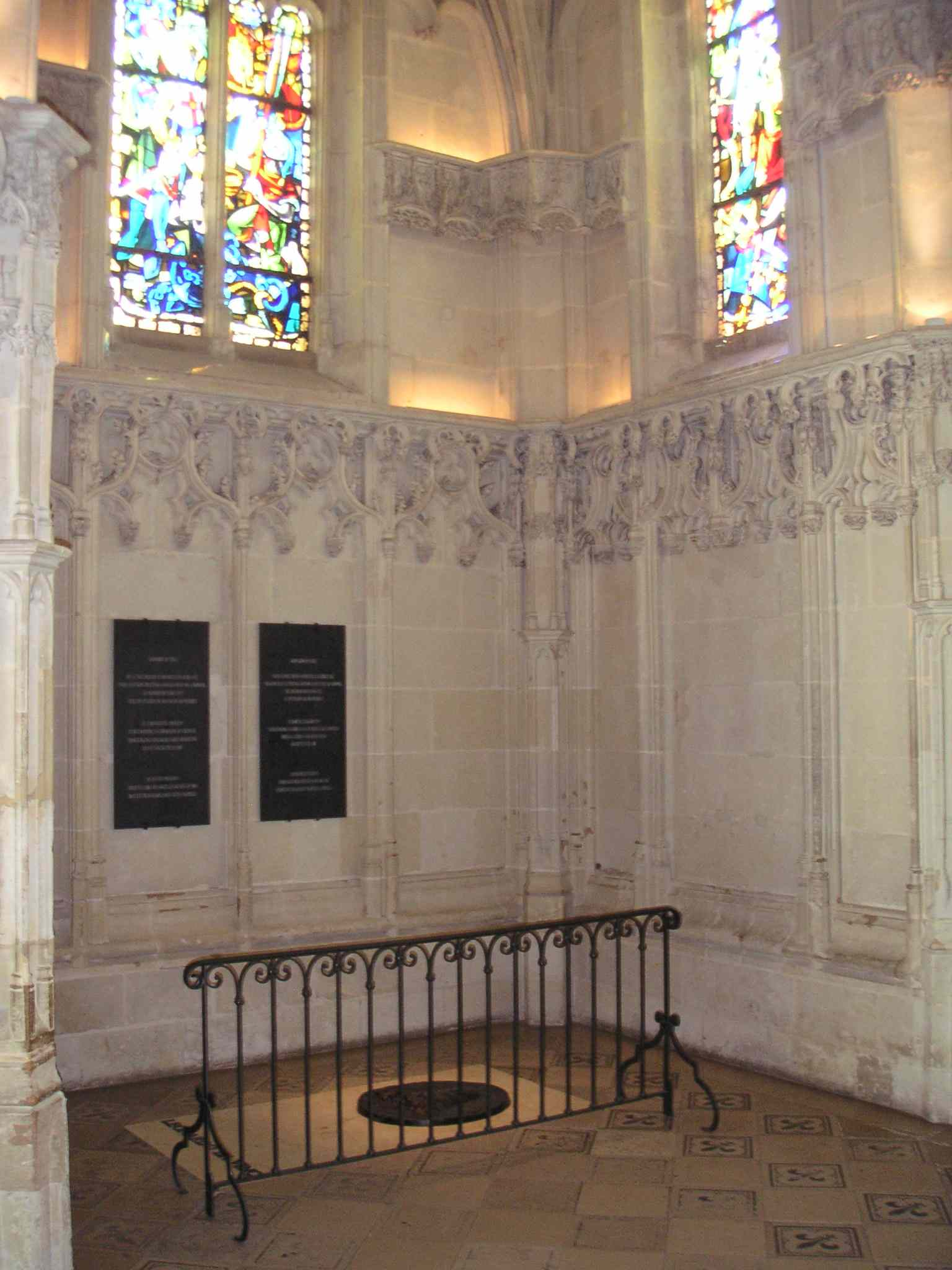
Leonardo da Vincis grav i ett kapell, Saint-Huberts-kapellet, vid Slottet i Amboise i Loiredalen i Frankrike.

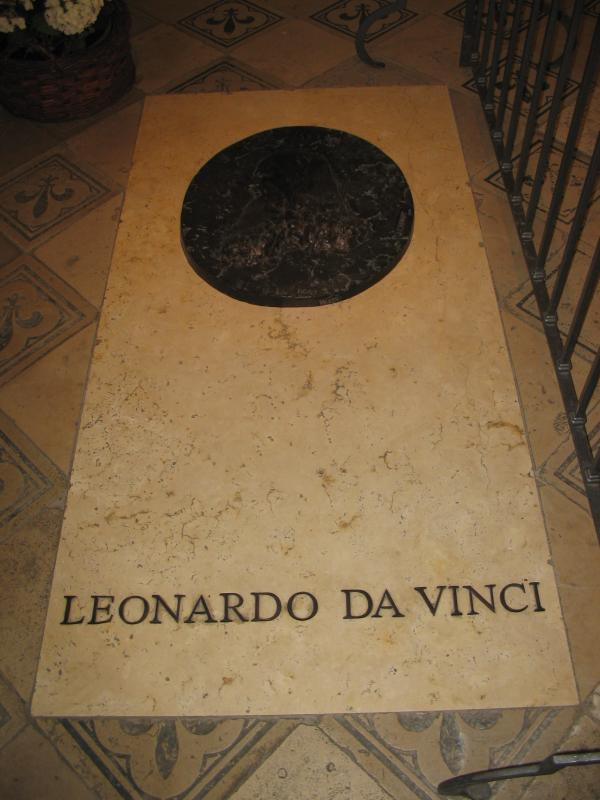
Leonardo da Vincis grav i Saint-Hubert-kapellet i Slottet i Amboise i Frankrike.

Från och med 1476 fram till 1477 finns det inga uppgifter om hans arbete. 1478 lämnade han Verrocchio och var inte längre bosatt i sin fars hus. I januari 1478 fick han sin första av två beställningar: att måla en altartavla för kapellet Sankt Bernard i Palazzo Vecchio och mars 1481, målningen Konungarnas tillbedjan för munkarna i San Donato i Scopeto. Båda förblev ofullbordade.
År 1482 trädde Leonardo i tjänst hos hertigen av Milano, Ludovico Sforza. Han verkade som hovmålare, skulptör, arkitekt och arméingenjör fram till familjen Sforzas fall 1499, då franska armén ockuperade Milano. Han fick i uppdrag att måla Madonnan i grottan och Nattvarden för klostret Santa Maria delle Grazie. Han gjorde en modell till ett ryttarmonument, Sforza, men den förstördes av franska soldater innan den hann gjutas i brons. Leonardo flydde till Mantua och sedan vidare till Venedig, där hans kunskaper som arméingenjör togs i bruk.
År 1500 begav sig Leonardo till Florens och förenade sig två år senare med Cesare Borgia på dennes fälttåg, men återvände efter Borgias nederlag till Florens, där han stannade till 1508. Mona Lisa (La Gioconda), Leonardos kanske mest kända målning, målades i Florens mellan 1503 och 1506 (men Mona Lisas mun penslades i flera omgångar under flera år).
Leonardo sägs ha arbetat i minst tre år med porträttet av Mona Lisa, som i över 500 år har fascinerat människor med sitt subtila och gåtfulla leende.

Leonardo återkallades till Milano av stadens franske guvernör Charles d'Amboise och var under de följande fem åren sysselsatt med vetenskapliga studier och planerna för byggandet av en kanal. Tillsammans med sin elev och medhjälpare Francesco Melzi reste han 1513 till Vatikanen för att vinna påven Leo X:s gunst, men 1516 lämnade han Rom för att arbeta för den franske kungen Frans I. I Rom omgavs Leonardo av intriger, medan han i Frankrike var mycket uppskattad och beundrad.
Leonardo kom i december 1516 till Amboise i Loiredalen i Frankrike där han inkvarterades på herrgården Clos Lucé som var sammanbunden med det kungliga slottet via en underjordisk gång. På Clos Lucé levde fram till sin död den 2 maj 1519. Dokument visar att Leonardo ligger begravd i Saint-Florentinkyrkan som är en del av slottet. Efter hans död fick eleven Salai några verk, medan Melzi fick ärva Leonardos anteckningsböcker.
Vid tiden för Napoleon I var Saint-Florentinkyrkan i ruiner efter den franska revolutionen så att en ingenjör som Napoleon anlitade, beslutade att kyrkan inte var värd att bevara. Den demolerades och stenkonstruktionerna användes för att reparera slottet. Ungefär 60 år senare grävdes platsen för Saint-Florentinkyrkan ut. Ett komplett skelett hittades tillsammans med delar av en steninskription som innehöll brev med Leonardos namn. Det är denna samling av ben som nu finns i Saint-Hubert-kapellet som ligger intill slottet.

## Privatliv

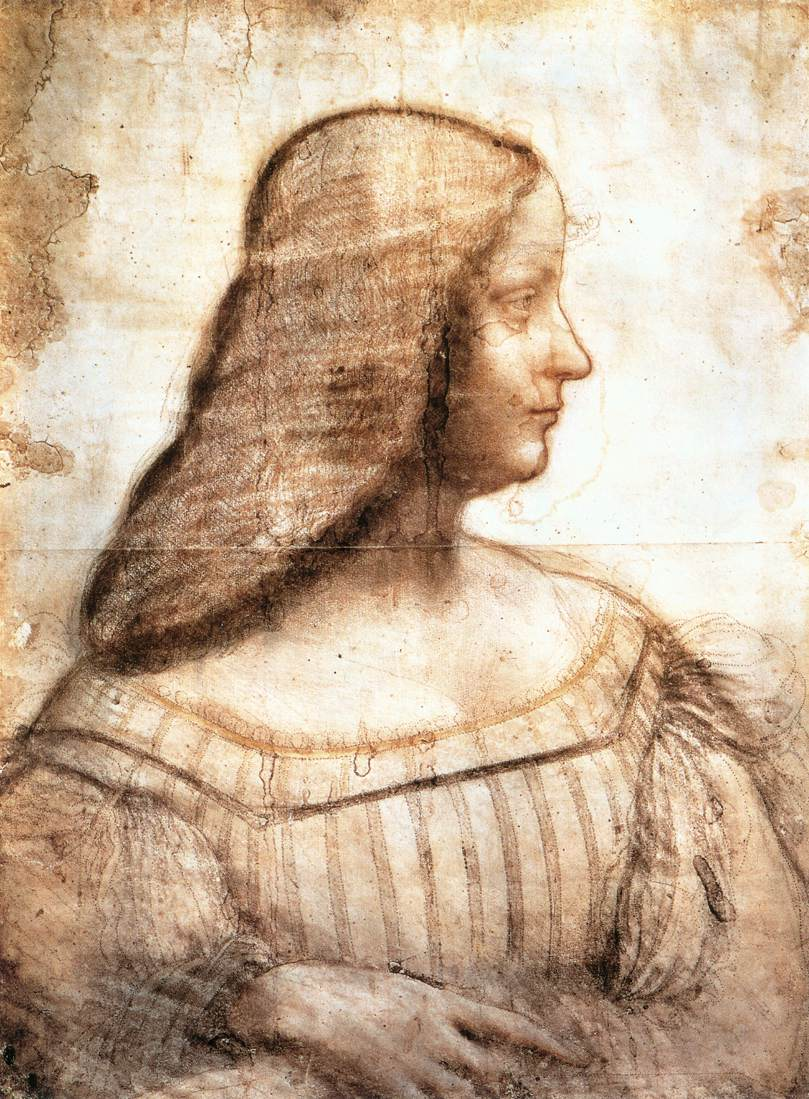
Studie för porträttet av Isabella d'Este.

Leonardo hade många vänner under sitt liv, de inkluderade matematikern Luca Pacioli, Franchinus Gaffurius, Isabella d'Este, Beatrice d'Este, Marcantonio della Torre och Niccolò Machiavelli. Leonardo verkar inte ha haft några nära relationer med kvinnor utom hans vänskap med de två Este-systrarna, Beatrice och Isabella. Han tecknade ett porträtt av Isabella när han var på en resa till Mantua, och som verkar ha använts för att skapa ett målat porträtt, men nu förlorat.

### Sexualitet
Bortom vänskapen höll han privatlivet hemligt. Hans sexualitet har blivit ett föremål för satir, analys och spekulation. Denna trend började i mitten av 1600-talet och återupplivades på 1900-talet och 2000-talet, speciellt av Sigmund Freud.
Leonardo hade nära relationer med sina elever Salai och Melzi. Det har hävdats sedan 1600-talet att dessa relationer var av sexuell eller erotisk karaktär. Mycket har skrivits om hans förmodade homosexualitet och dess roll i hans konst.

### Vegetarianism
Enligt vissa biografiska källor och citat var Leonardo en tidig vegetarisk pionjär på etiska grunder. Huruvida han faktiskt var vegetarian har dock ifrågasatts, och en samlad genomgång av källor till information om hans liv leder inte till att någon tydlig bild av Leonardo som vegetarian skulle framträda.

## Konstnärskap
Leonardo da Vinci var nyskapande på många områden, även vad gäller måleriet. Sfumato, en teknik som han uppfann gjorde att konturerna av de olika ytorna i målningen försvann, och ögat inte längre kan urskilja enstaka linjer och färgytor. Ordet sfumato kommer från italienskans ord fumo eller rök, och är en blandning av färger och nyanser som är knappt märkbar, allt smälter samman och ger en "disig" effekt. Effekten är behaglig och mångtydig. Han beskrev sin teknik som "utan linjer eller gränser och uppträder som rök". De mjuka övergångarna mellan ljus och skugga syns tydligt i hans verk Mona Lisa. Denna teknik har utvecklats och prövats fram av Leonardo alldeles på egen hand.
Leonardos teckningskonst har också helt nyskapande för tiden, och många tycker att den inte har överträffats av sina samtida. Han utövande ett stort inflytande på sina samtida, Correggio, Giorgione, Rafael och Andrea del Sarto, med sina kompositioner och sin ljusskildring. Han gjorde ett starkt intryck på Rubens och föregrep Rembrandts klärobskyr.
Leonardo efterlämnade få autentiska målningar. Ängeln som knäfaller längst till vänster på Verrocchios målning Jesu dop (1472–1475) anses vara hans verk. Han var Verrocchios medhjälpare på ett flertal målningar, vilket har lett till många meningsskiljaktigheter vad gäller upphovsmannen. Bebådelsen (omkring 1474) tillskrivs Leonardo på grundval av det mystiska landskapet och den vetenskapligt utförda rumsskildringen; två Madonnan med barnet (Benoismadonnan och Madonnan med nejlikan), idag starkt restaurerade, tillskrivs också denna period.
Leonardo påbörjade 1481 målningen Konungarnas tillbedjan, för munkarna i San Donato i Scopeto, men lämnade den ofullbordad. Kompositionen var av stor betydelse genom gestalternas placering, deras uttrycksfulla gester och klärobskyreffekten, något som även kännetecknar den ofullbordade Den helige Hieronymus. Under 1483 arbetade Leonardo på målningen Madonnan i grottan; den version som finns på Louvren anses vara den tidigare och av större konstnärligt värde. Under sin vistelse i Milano målade han ett antal porträtt av hovdamer, bland annat Damen med hermelinen och Porträtt av en kvinna. Den förre är mästerlig i formen och en djup psykologisk studie.

### Vitruvianske mannen

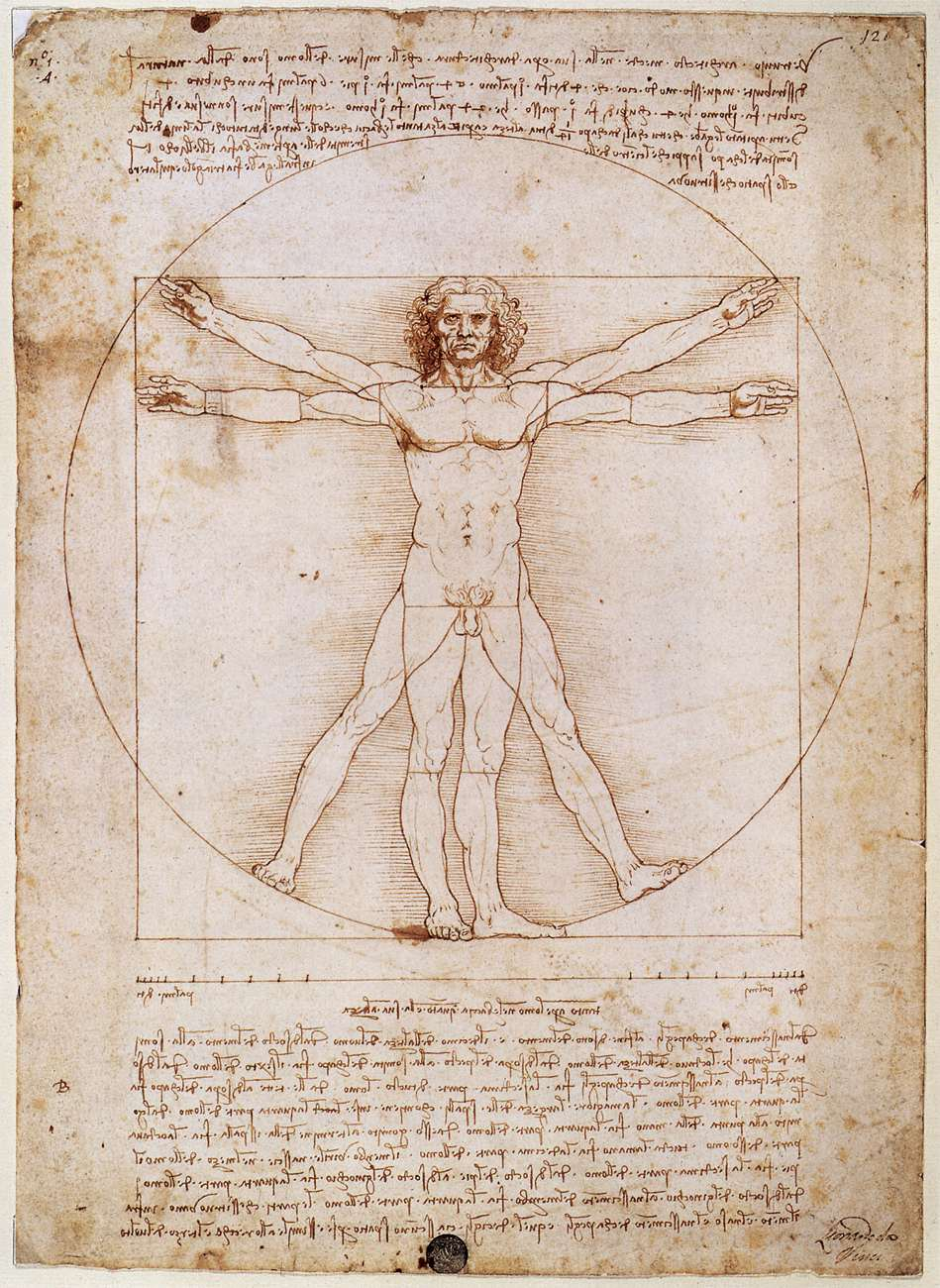
Leonardo da Vincis teckning Den vitruvianske mannen utforskar den moderna människans proportioner.

En teckning som är namngiven efter den romerske arkitekten och ingenjören Vitruvius är den Vitruvianske mannen. Det är en teckning med tillhörande anteckningar i spegelvänd skrift som Leonardo da Vinci gjorde runt år 1492. Teckningen föreställer en naken mansfigur med kroppen i två positioner lagda ovanpå varandra. Manskroppen har utsträckta armar och ben och är inskriven i en cirkel och i en kvadrat. Teckningen influerade renässansen och den har de proportioner Vitruvius beskrev.

### Nattvarden
Muralmålningen Nattvarden fullbordades 1498 för dominikanernas refektorium i munkklostret Santa Maria delle Grazie i Milano. Själva kyrkobyggnaden uppfördes under 1400-talets andra hälft och en av kyrkans arkitekter var Donato Bramante. Muralmålningen, som utfördes 1495–1498 i seccoteknik, är målad med olja på härdad, eller torkad, kalkputs och har fördärvats mycket av tiden. Den är mycket skadad och övermålad, även om den i dag omsorgsfullt har renoverats. Därtill var långväggen i matsalen angripen redan 1517 på grund av Leonardos experiment med olika måleritekniker och färgstoffer. Åskådaren inbjuds att delta i handlingen: Kristus och apostlarna sitter vid ett långbord som verkar stå i förlängning av själva matsalen. Bilden framställer ett ögonblick då orden "En av er skall förråda mig", nyss uttalats och lärjungarna i våldsam sinnesrörelse frågande ser på varandra och på sin Herre. På ett dramatiskt sätt har konstnären lyckats få fram lärjungarnas häftiga reaktion som kontrast till Kristusfigurens upphöjda lugn.
Målningen var ett tekniskt experiment, eftersom Leonardo målade med oljefärg direkt på väggen. Detta har varit både på gott och ont; gott därigenom att oljefärgen varit ett smidigt redskap, som gjort det möjligt för konstnären att nyansera känslor och uttryck på ett helt annat sätt än vad freskmålning skulle ha tillåtit. Men dessvärre har inte färgen fastnat på väggen som den skulle ha gjort. Under århundradenas lopp har den fallit av i större eller mindre flagor och skadade partier har undan för undan målats över. Krig och vanvård har också bidragit till att på olika sätt skada det stora mästerverket. På senare tid har dock målningen genomgått en ytterst skicklig och omsorgsfull konservering, som gör att den nu framstår i någorlunda gott skick.
Någon autentisk skulptur av Leonardo är inte känd. I Milano gjorde han en modell till ett ryttarmonument, Sforza, men den förstördes av franska soldater (1499) innan den hann gjutas i brons. Den är endast känd i form av bevarade teckningar.

### Slaget vid Anghiari
Kartongen till Slaget vid Anghiari, målad omkring 1505 i Florens, är en försvunnen målning av Leonardo da Vinci; ibland kallas målningen "Den förlorade Leonardo". Vissa kommentatorer tror att den fortfarande är gömd under en av de senare freskerna i Salone dei Cinquecento i Palazzo Vecchio i Florens. I dess centrala scen avbildas fyra män ridande på rasande krigshästar. De deltar i en kamp om ett standar i slaget vid Anghiari den 29 juni 1440. Slaget utkämpades mellan trupper från Hertigdömet Milano och en koalition ledd av Republiken Florens, inklusive Venedig och Kyrkostaten. 

### Mona Lisa
Porträttet av Mona Lisa i Louvren i Paris, målat omkring 1505, är ett porträtt i bröstbild av en ung dam. Porträttet är huvudsakligen hållet i bruna, guldbruna och blågröna toner. Bilden är tecknad med fulländat mästerskap. Leonardo var en utomordentlig tecknare, vilket också hans många skisser och utkast visar. Färgen spelar i och för sig inte stor roll i Mona Lisas porträtt. Däremot har det tillkommit en ny faktor, som gör detta verk till en av de stora milstolparna i konsthistorien. Det är ljuset. Det är kontrasten mellan ljus och skugga i det fint mejslade ansiktet som har bidragit till det gåtfulla leende, som mer än någonting annat gjort Mona Lisa ryktbar. För landskapet i bakgrunden har ljuset också väsentlig betydelse. Det är ett fantasilandskap. Somliga partier är starkare belysta, andra försvinner i ett slags dis. Detta hjälper till att skapa både luft och perspektiv. Det får också figuren att framstå som en från bakgrunden frigjort gestalt. Det är inte bara leendet som framkallar den känsla av mystik och gåtfullhet, som i alla tider har gjort Mona Lisa-porträttet så fängslande.
Leonardo uttrycker med raffinerad skicklighet sin känsla för tillvarons mystik. Formerna är exakta och ändå utsuddade, förenade med varandra genom subtila färgfördrivningar, som han fulländade och hans efterföljare utnyttjade.
En röntgenundersökning 2010 avslöjar att motivet är uppbyggt av bortemot 40 lager tunn laserande färg, och forskarna misstänker att Leonardo lade på färgen med fingrarna eftersom det inte finns några spår efter penselföring.

### Mona Lisa, Johannes Döparen och Anna själv tredje
När Leonardo flyttade till Frankrike, tog han med sig Mona Lisa, Johannes Döparen och Anna själv tredje. Den senare gestaltar Jungfru Marias moder Anna tillsammans med Maria och Jesusbarnet, målades av Leonardo cirka 1510 och är idag utställd på Louvren i Paris. Det finns en kolteckning i form av en skiss eller studie till Anna själv tredje från omkring 1499–1500 på National Gallery i London. Studien utfördes tio år före oljemålningen av samma motiv. Den är utförd i teckningskol och svartvit krita och ihoplimmad på åtta ark, format 141,5 x 104,6 cm.

### Madonnan i grottan
Målningen Madonnan i grottan av Leonardo da Vinci finns i två versioner. På Louvren i Paris finns målningen från 1483–1486, och på National Gallery i London hänger målningen från 1495–1508. Målningen visar Maria, Jesu moder med en ung Jesus framför sig och en ung Johannes Döparen vid sin sida. Till höger sitter ängeln Uriel. På målningen i Louvren har konstnären med hjälp av ljus och skugga modellerat det vackra ansiktet fint och känsligt.

### Leonardos teckningar

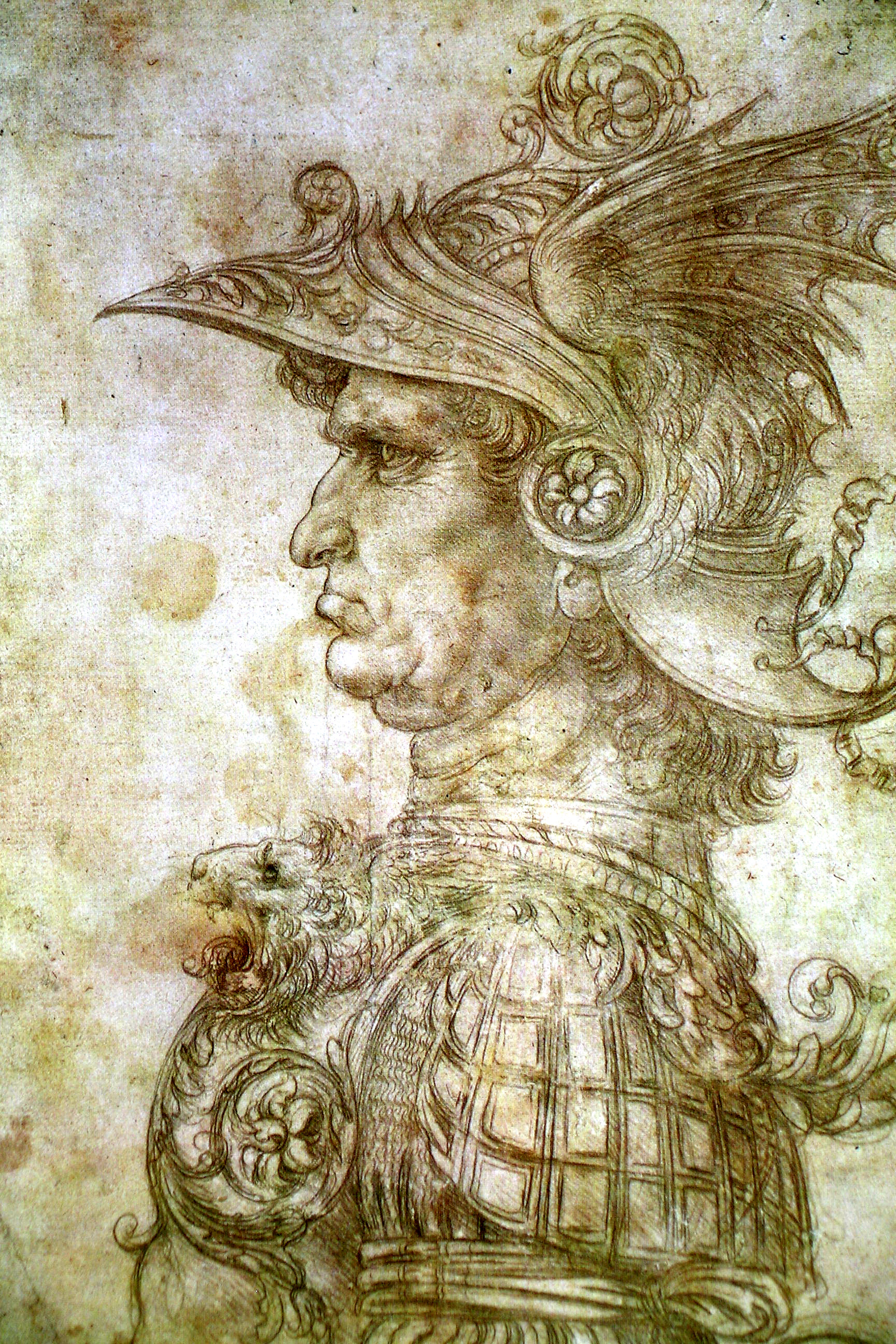
Studie av huvud, krigare med hjälm.
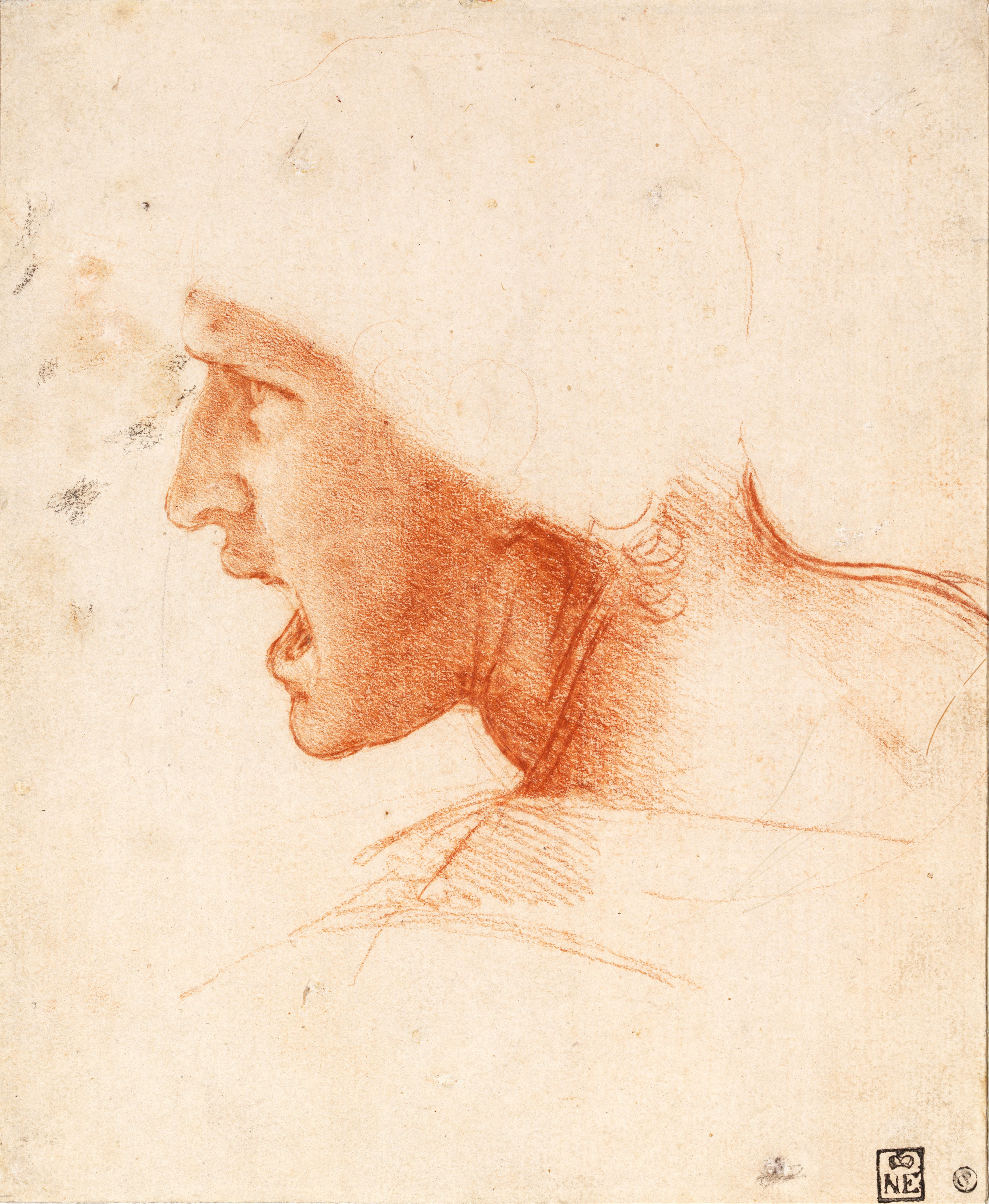
Studie av krigare för slaget vid Anghiari, huvud.
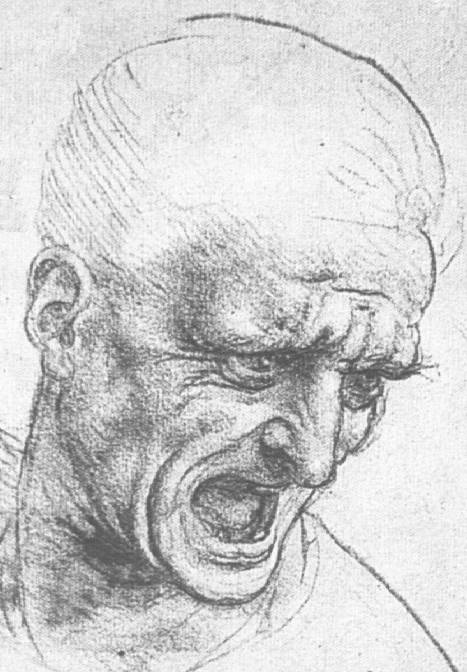
Krigare, studie för slaget vid Anghiari.
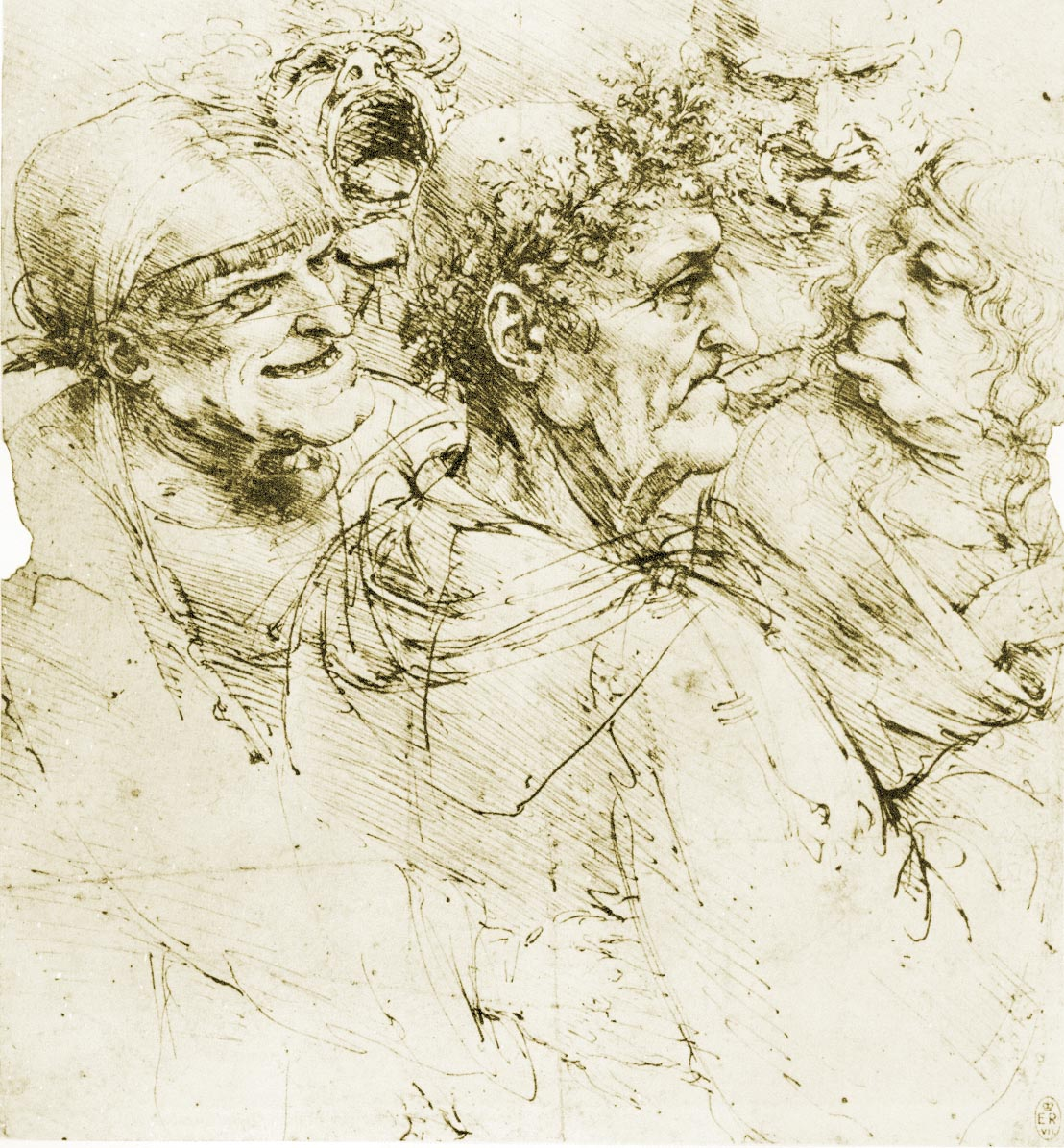
Studie av huvuden, karikatyrer.
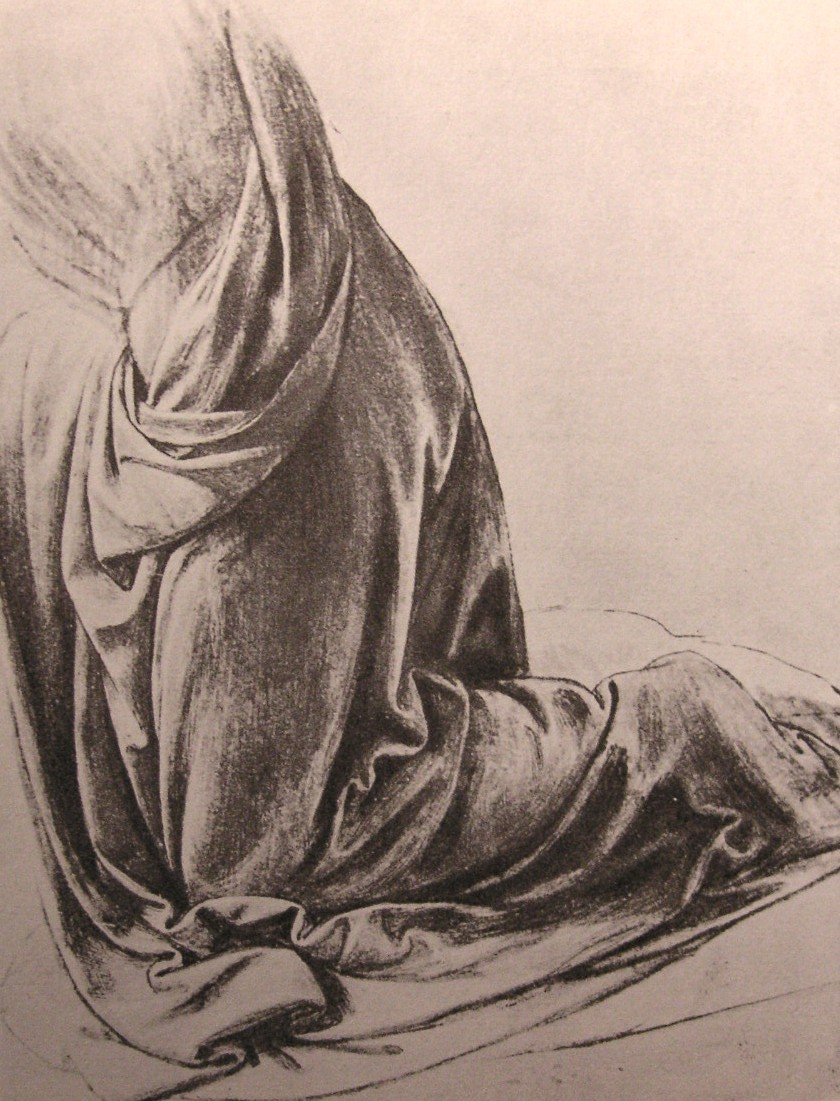
Studie av draperad kropp.
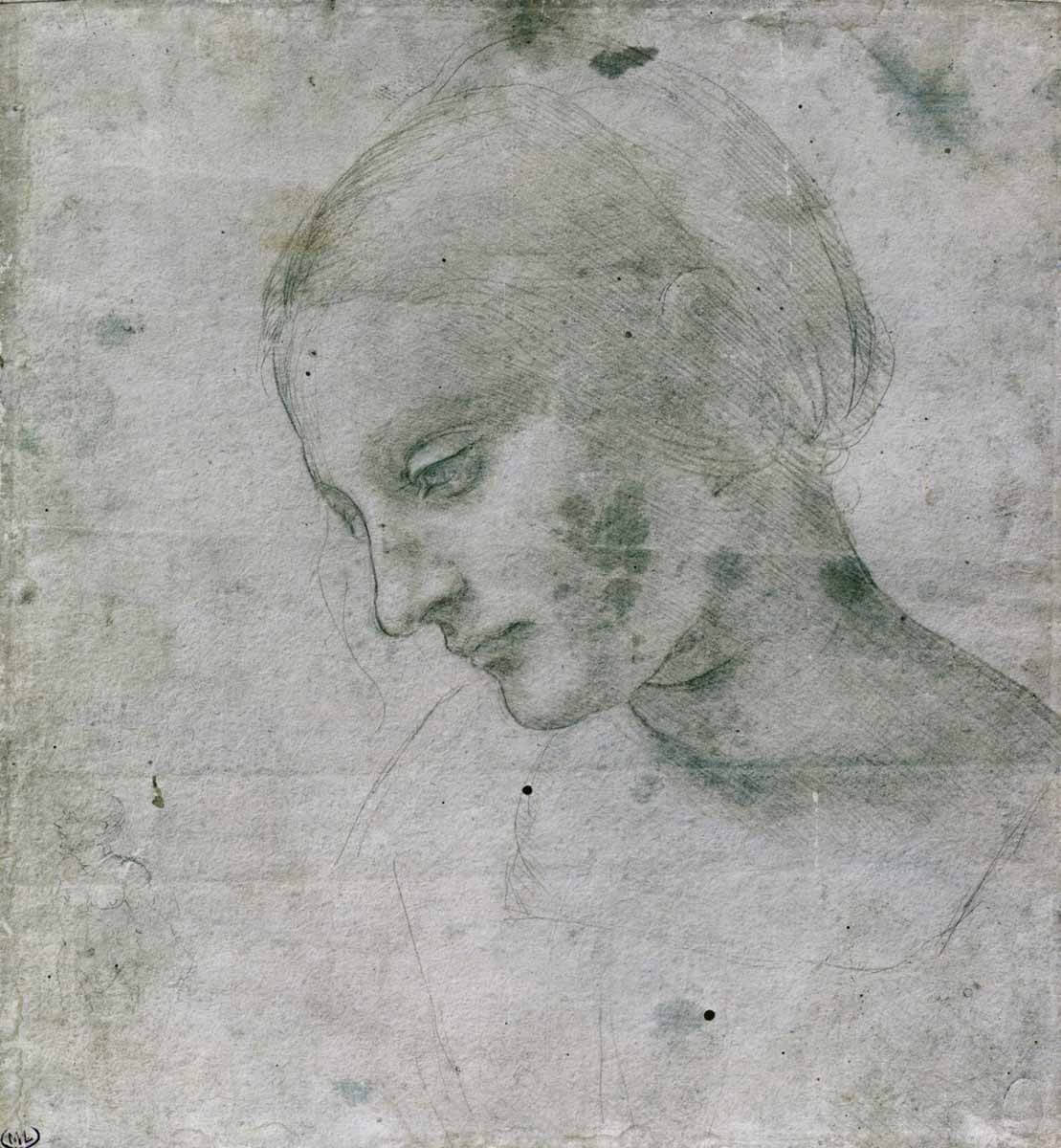
Studie av kvinnohuvud.
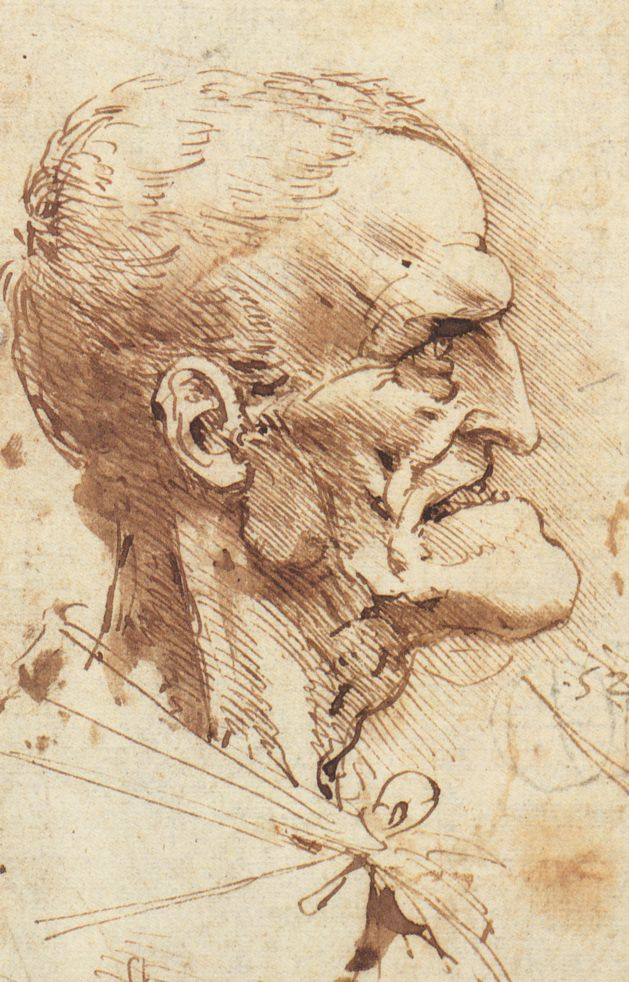
Studie, groteskt huvud.
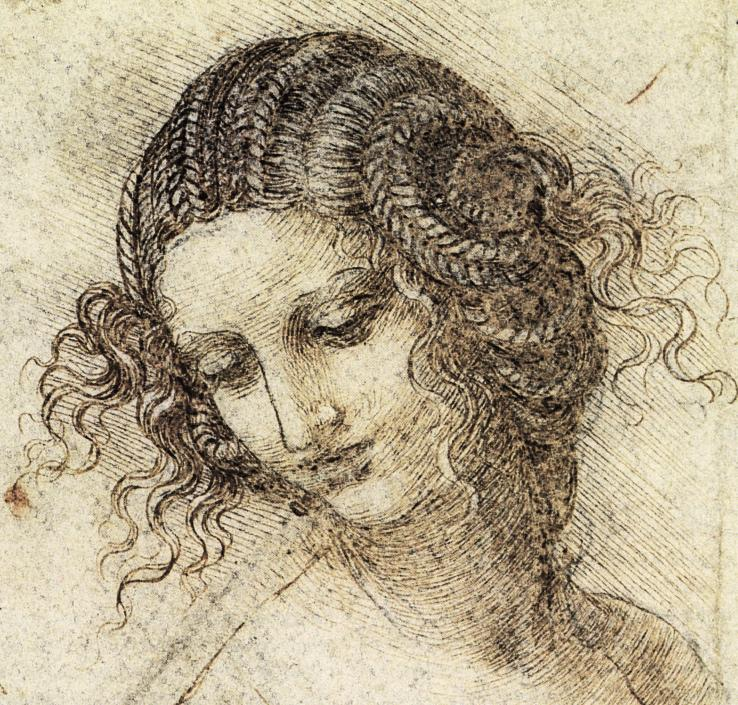
Studie av Ledas huvud.
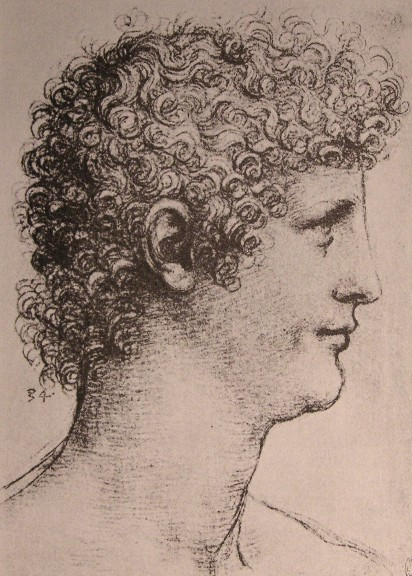
Porträtt av Salai.
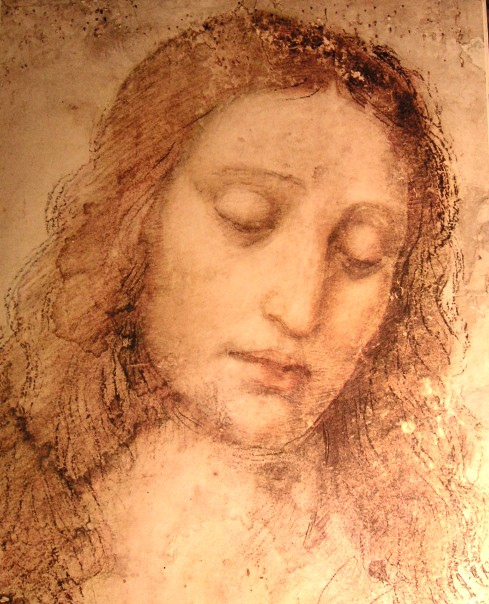
Studie av Kristus huvud, för "Nattvarden".
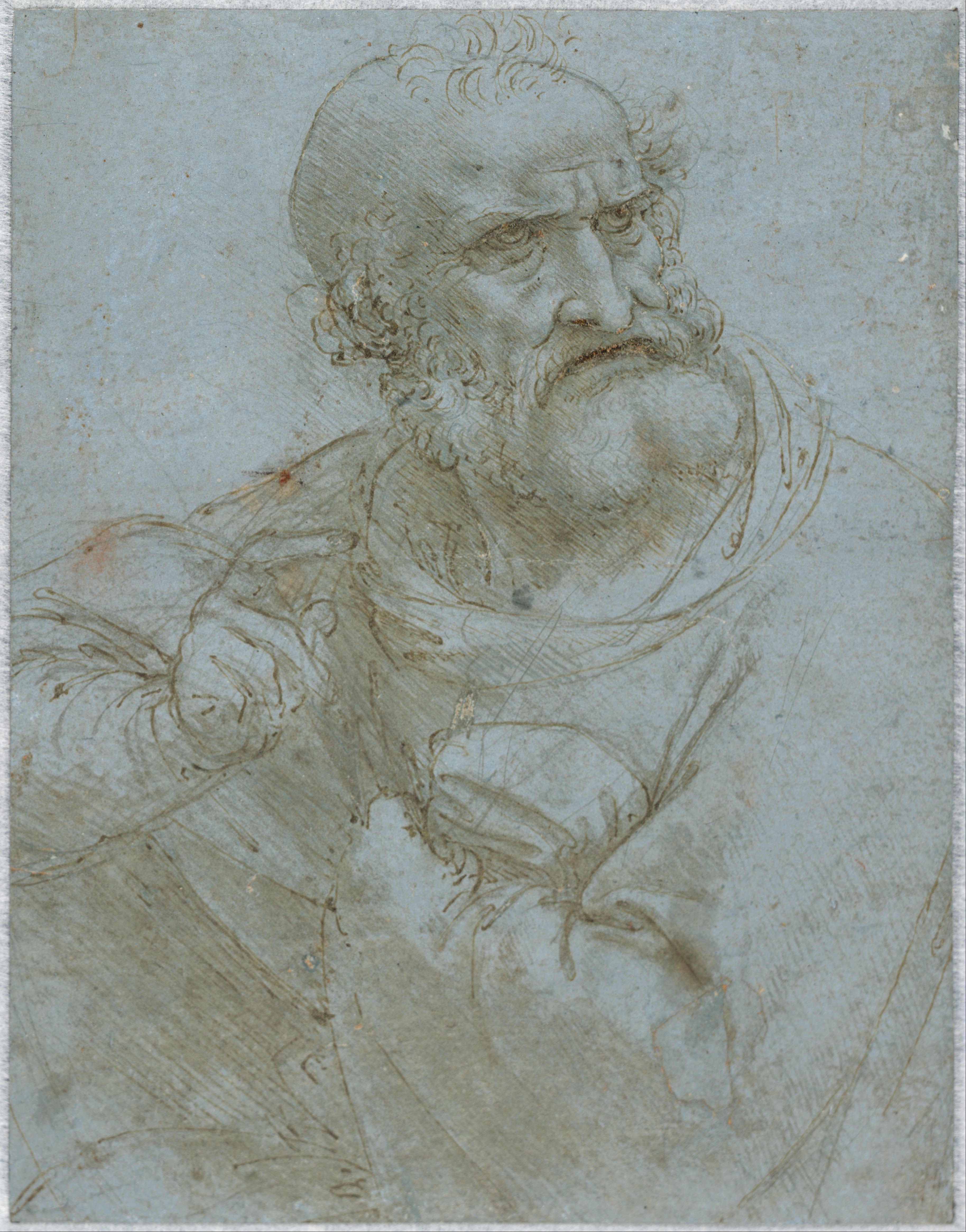
Överkroppen av en apostel.
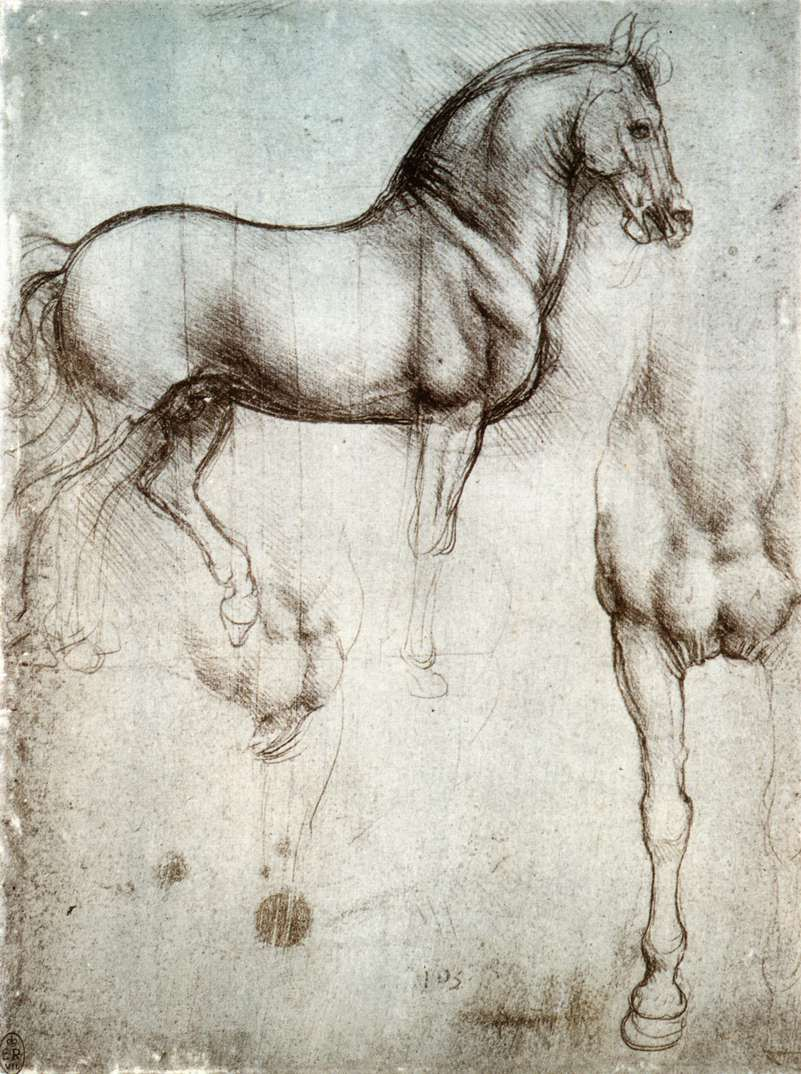
Studie för ryttarskulptur.
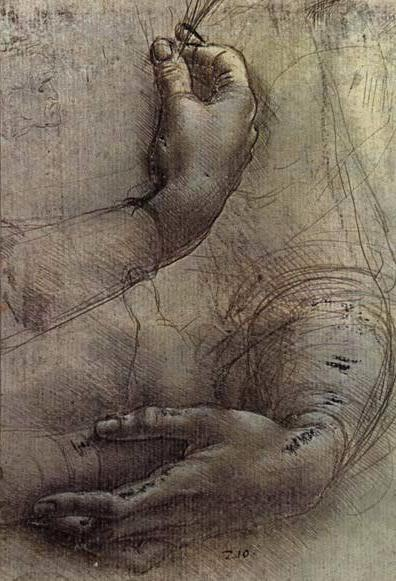
Handstudium.
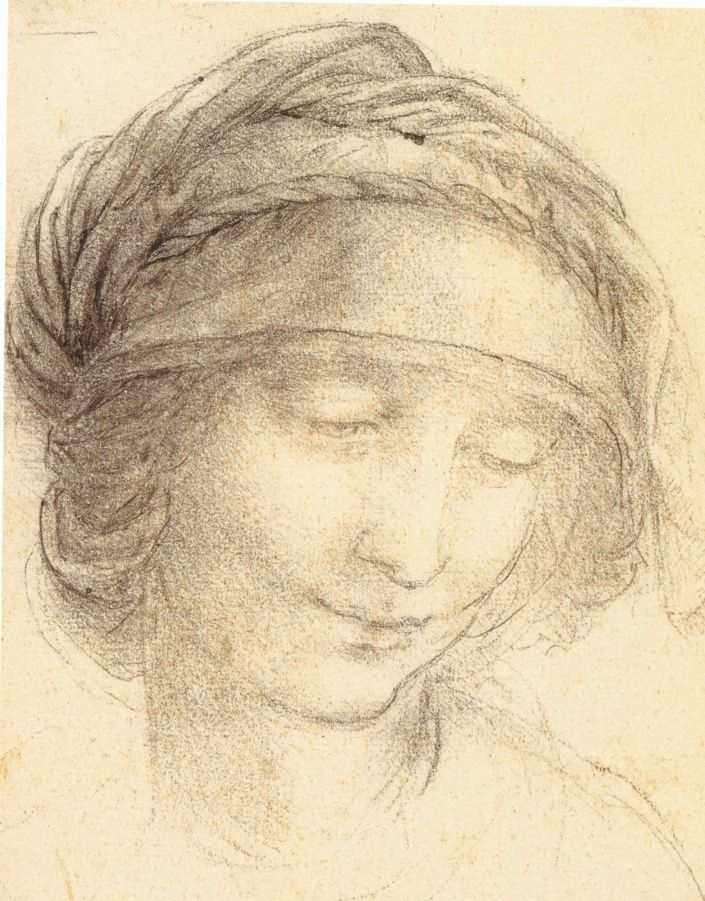
Studie av kvinnohuvud.
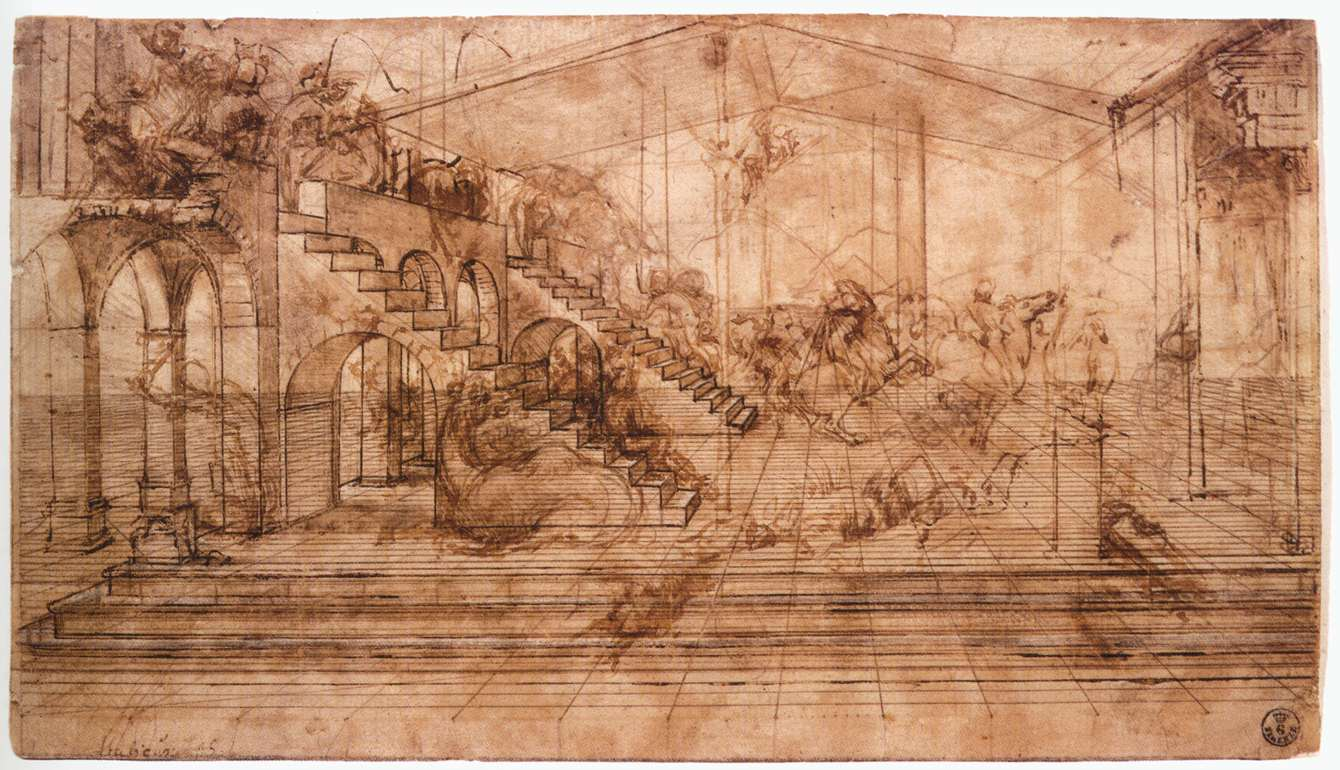
Konungarnas tillbedjan, studie av perspektiv.
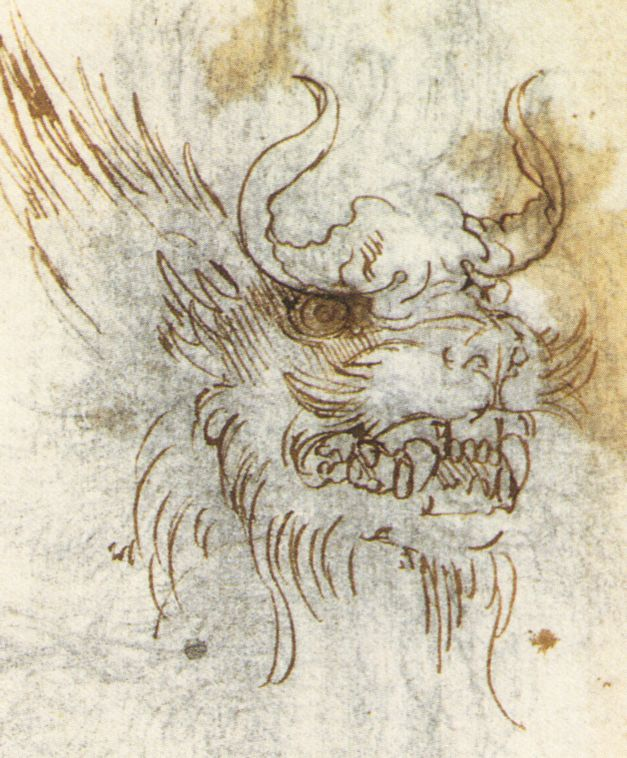
Kostymhuvud.
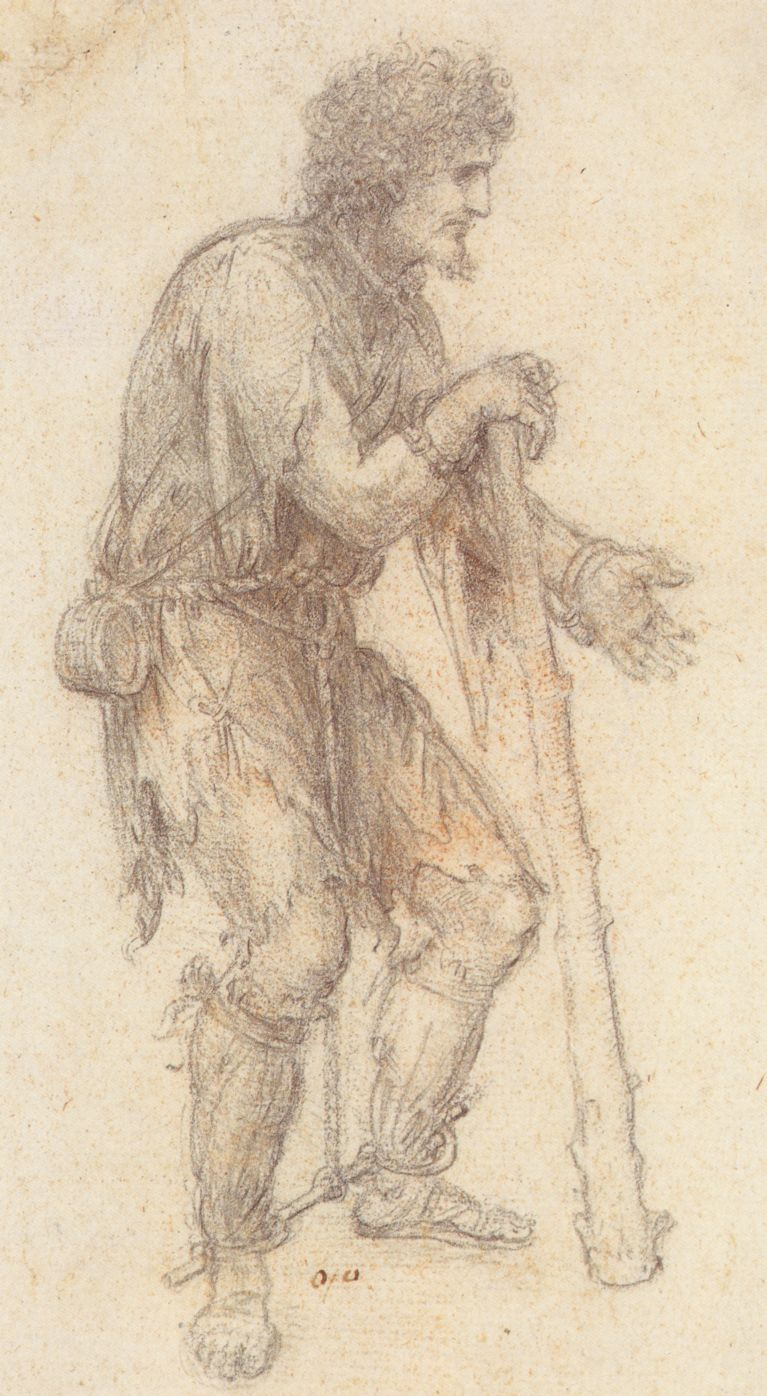
Tiggare.
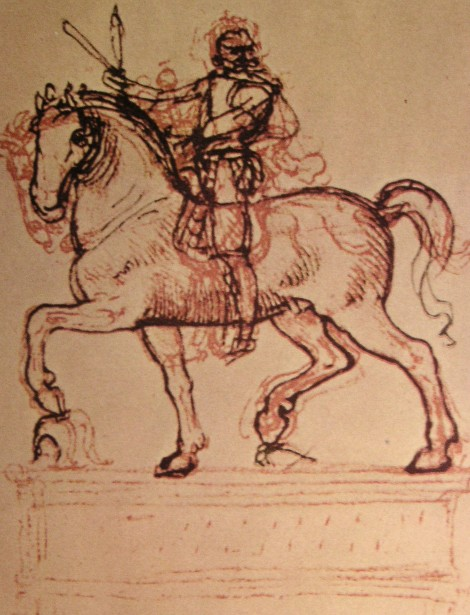
Häst och ryttare, studie för skulptur.

Leonardo gjorde noggranna förstudier till sina målningar. Ibland har endast förstudien för målningen bevarats, som teckningen gjord av Studie av Leda på knä (cirka 1505–1507), medan målningen förkommit. Bilden finns endast bevarad som en kopia av en annan konstnärs hand, målad av Cesare da Sesto cirka 1515–1520. Vissa målningar känner vi endast till som kopior, som kopia av förlorat original, till exempel Slaget vid Anghiari. Flera målningar tros Leonardo ha påbörjat, men sedan slutförts av konstnärer so varit verksam i hans verkstad, till exempel Littamadonnan som troligen slutförts av Giovanni Antonio Boltraffio omkring 1490–1491. 

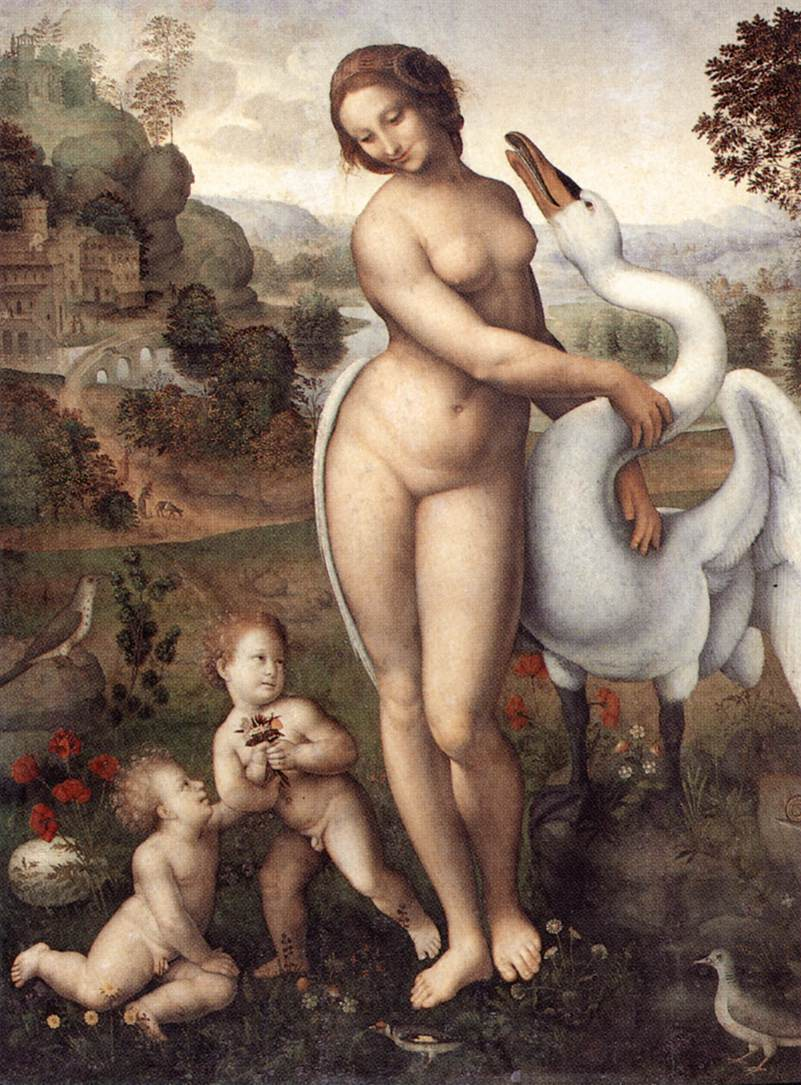
Leda och svanen.
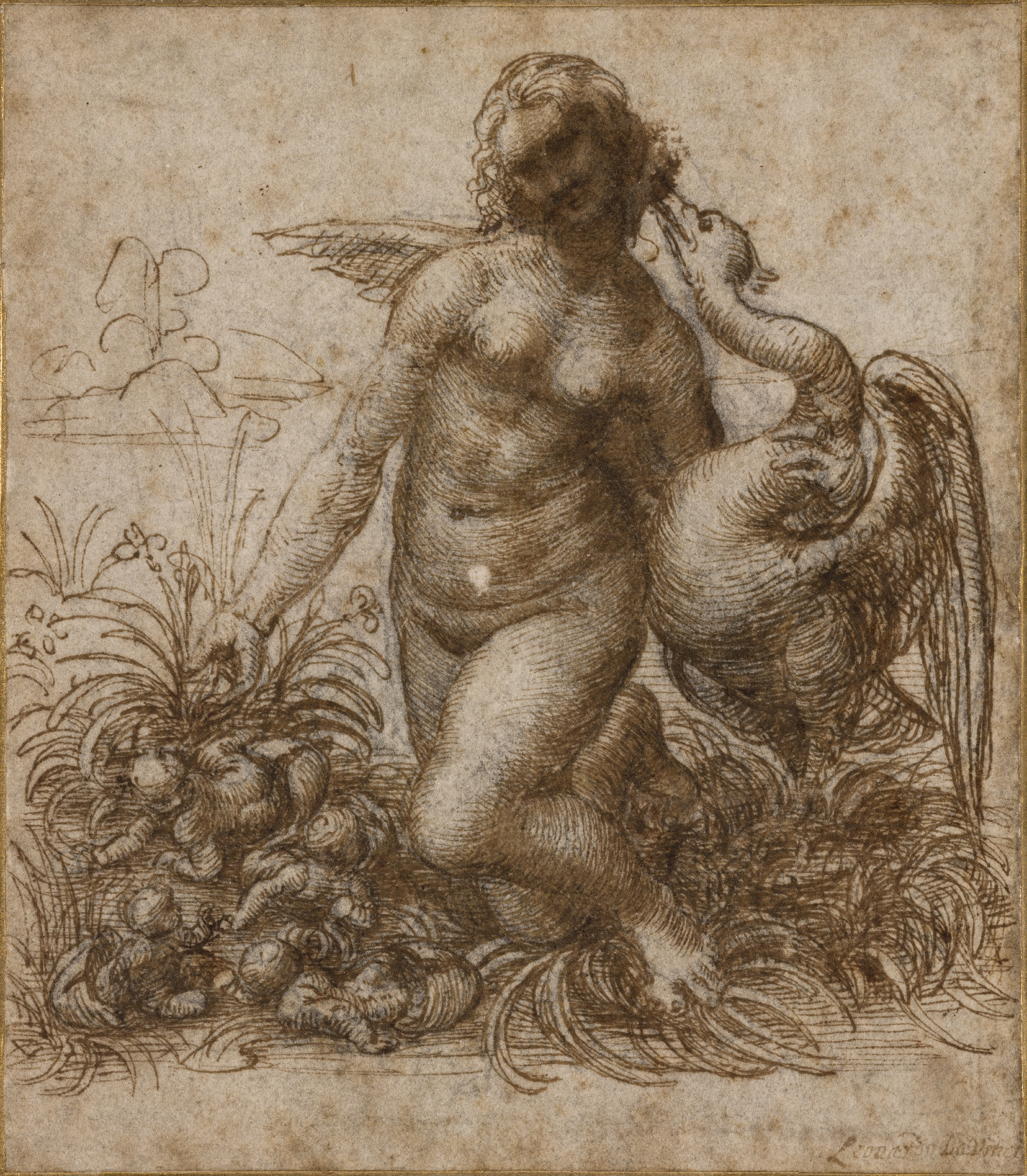
Studie av Leda på knä.
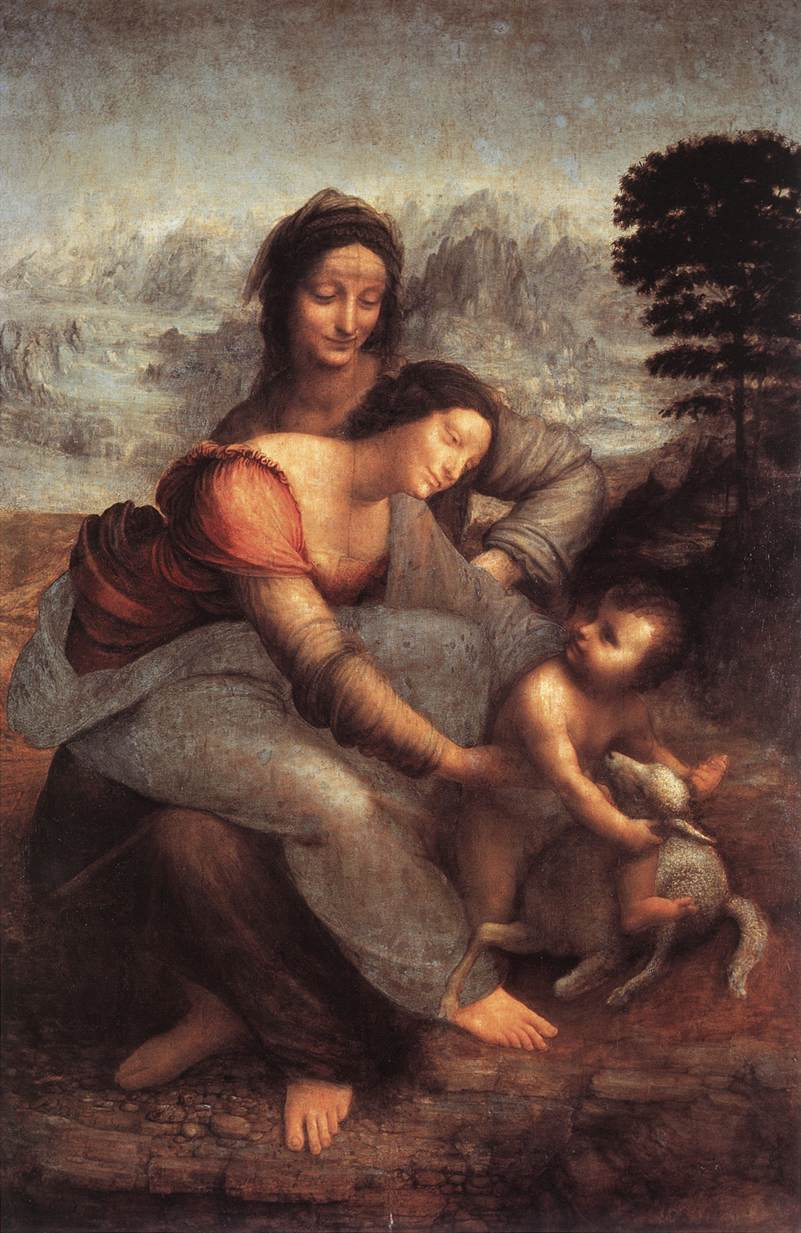
Anna själv tredje från cirka 1501 är utställd på Louvren.
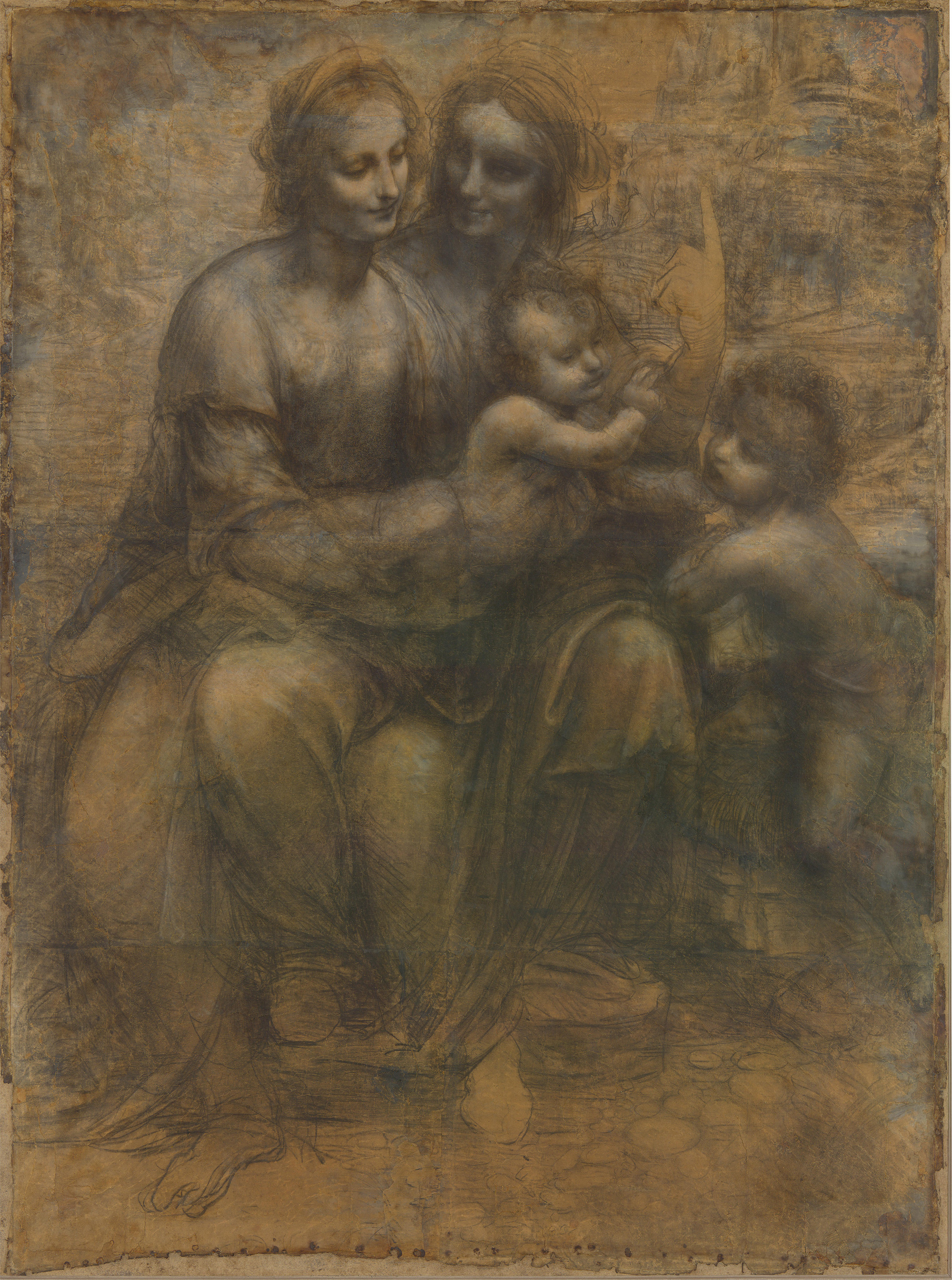
Kolteckning av Anna själv tredje med Johannes Döparen.
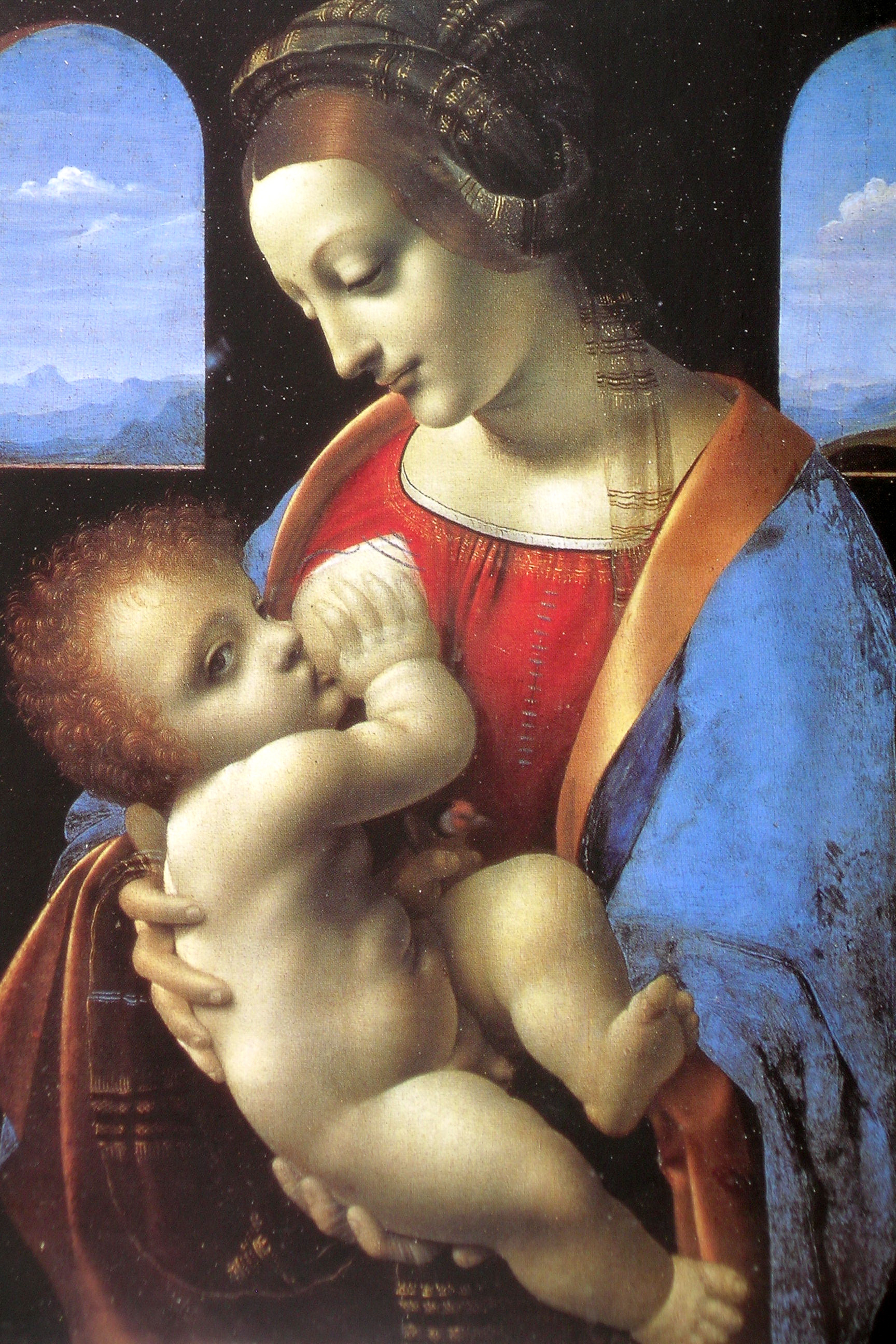
Littamadonnan.
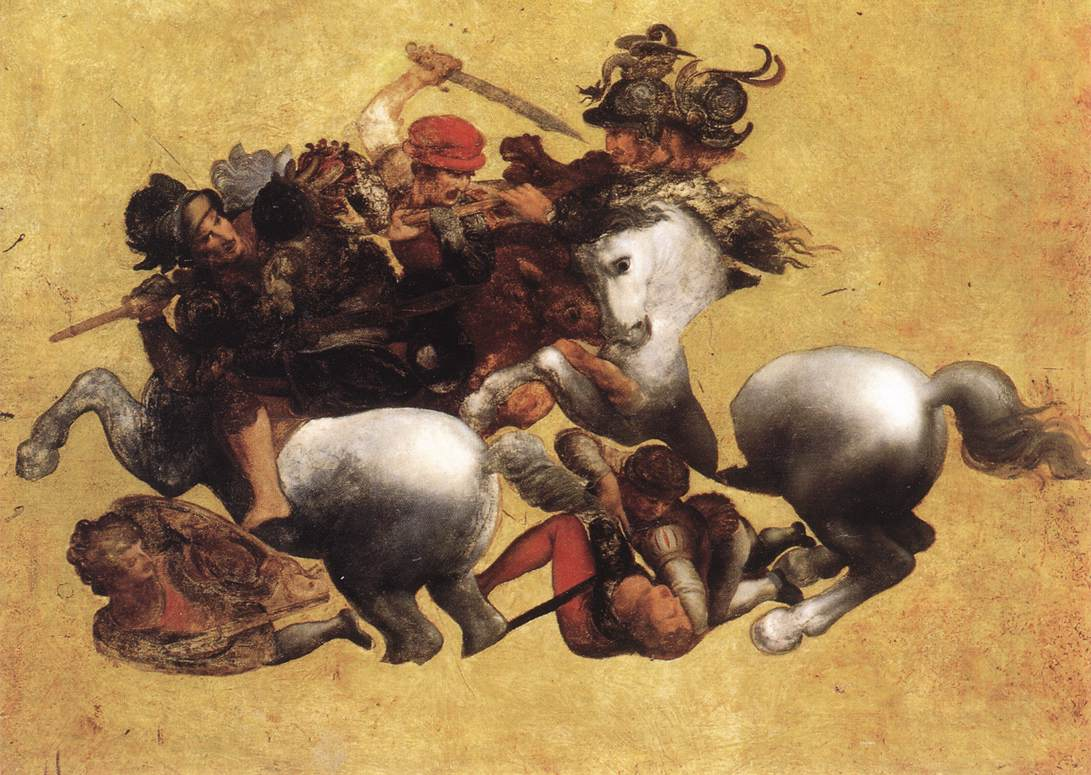
Slaget vid Anghiari, kopia av anonym konstnär.

### Omdiskuterade verk
Några verk har på senare tid ifrågasatts, andra kom man fram att det inte är målade av Leonardo själv, utan i hans verkstad, eller möjligen tillsammans med en annan konstnär, till exempel under hans studietid.

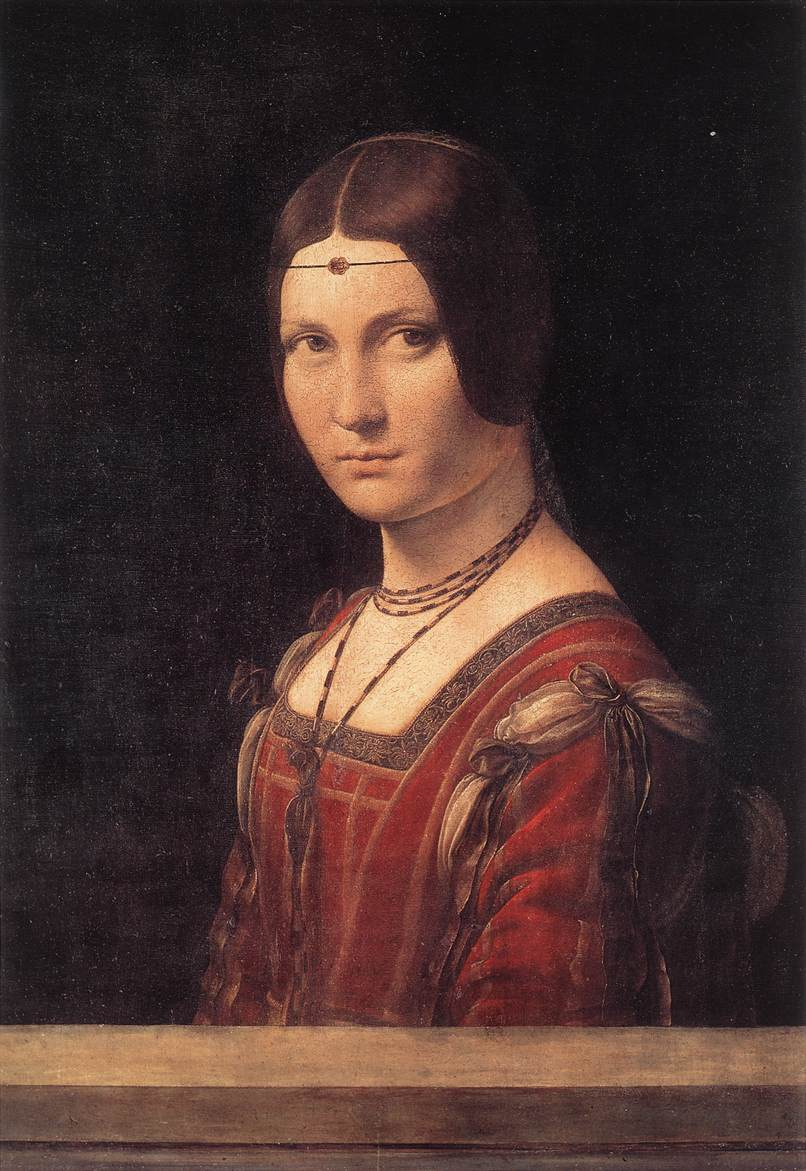
Porträtt av en kvinna eller La Belle Ferronière, av Leonardo eller Leonardos skola.
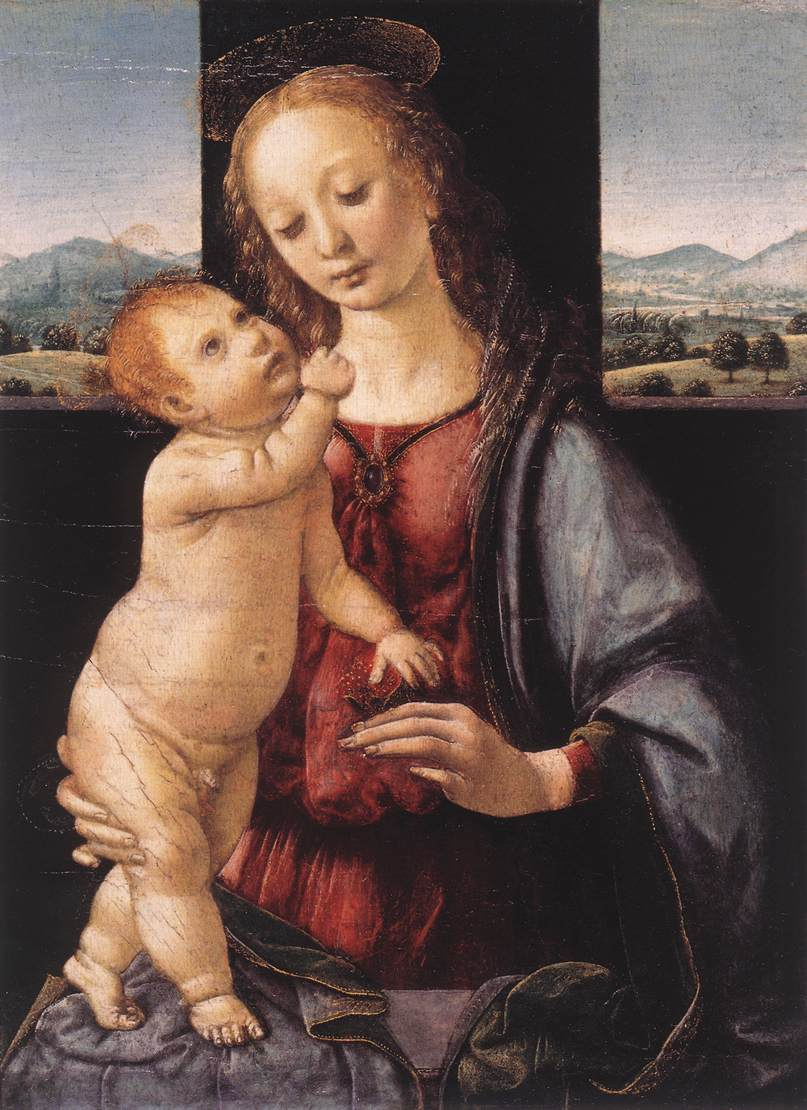
Madonna Dreyfus, tillsammans med Lorenzo di Credi (c. 1469).
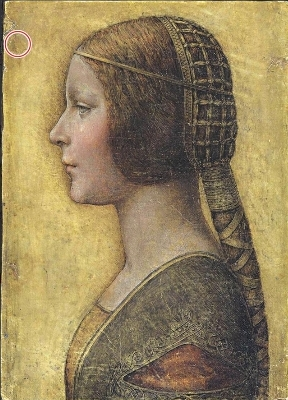
En nyupptäckt, enligt Martin Kemp, professor emeritus i konsthistoria, Oxford.
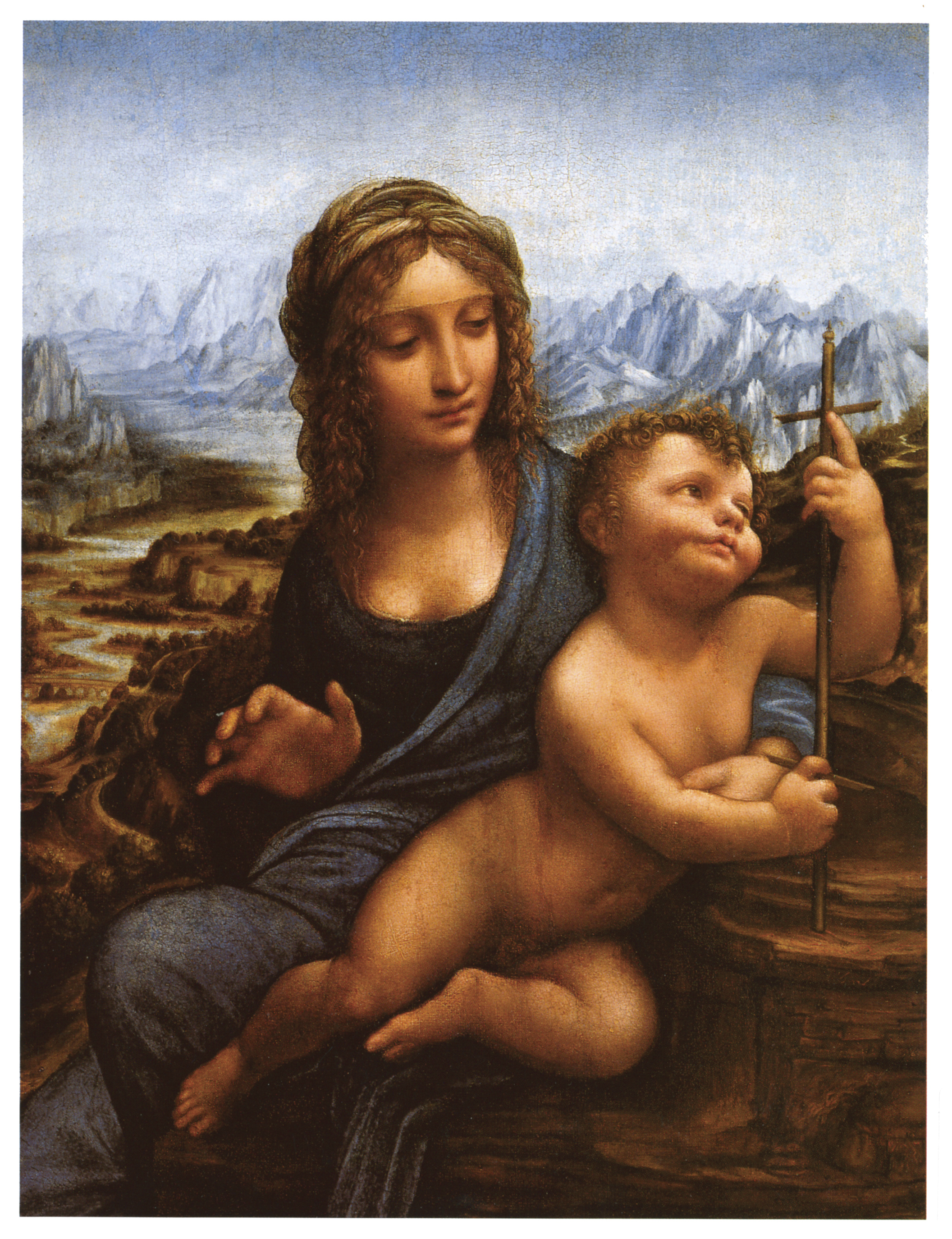
Madonnan med garnnystanet (cirka 1501), Scottish National Gallery.
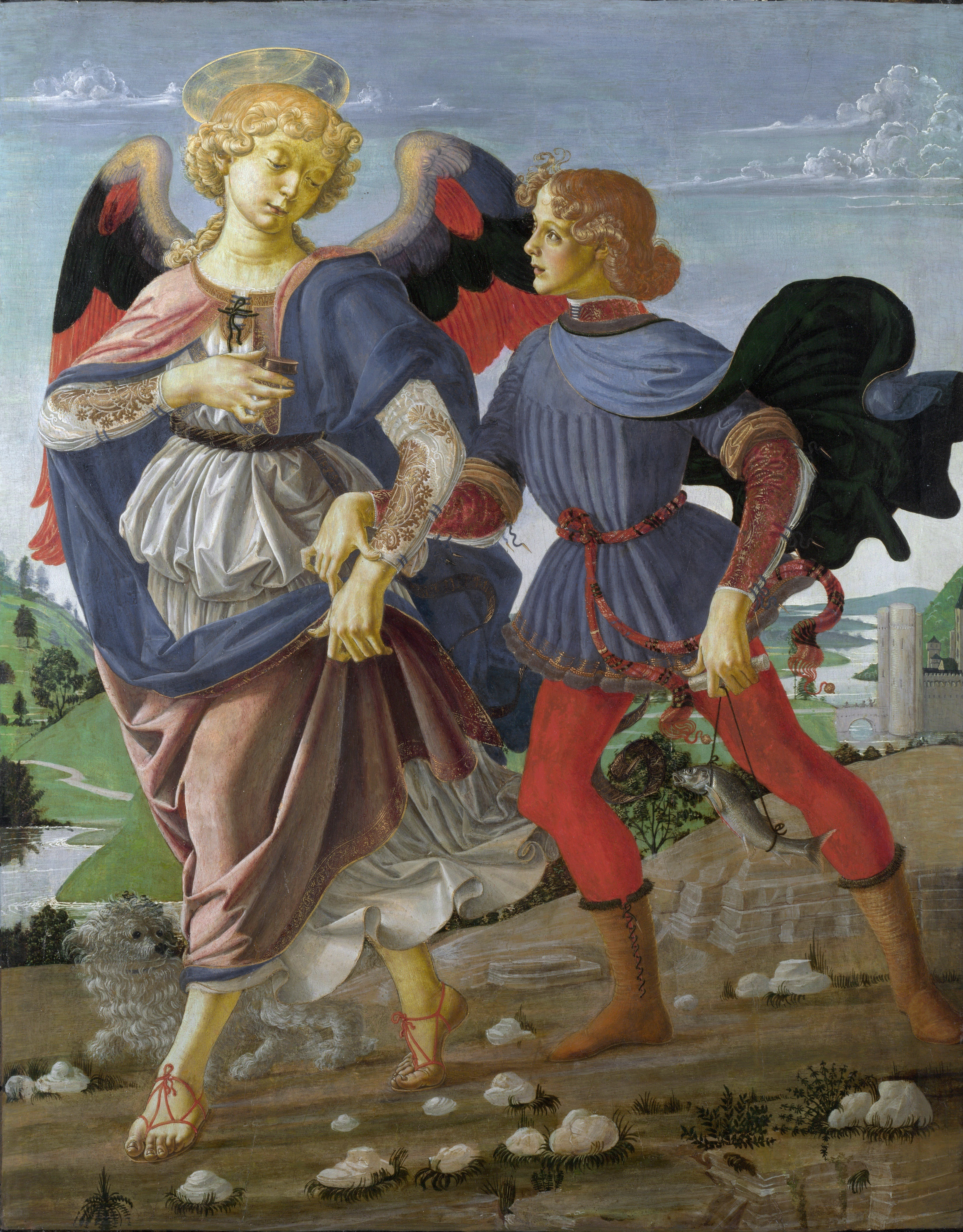
Ängel målad i Andrea del Verrocchios verkstad (av bland andra Leonardo).
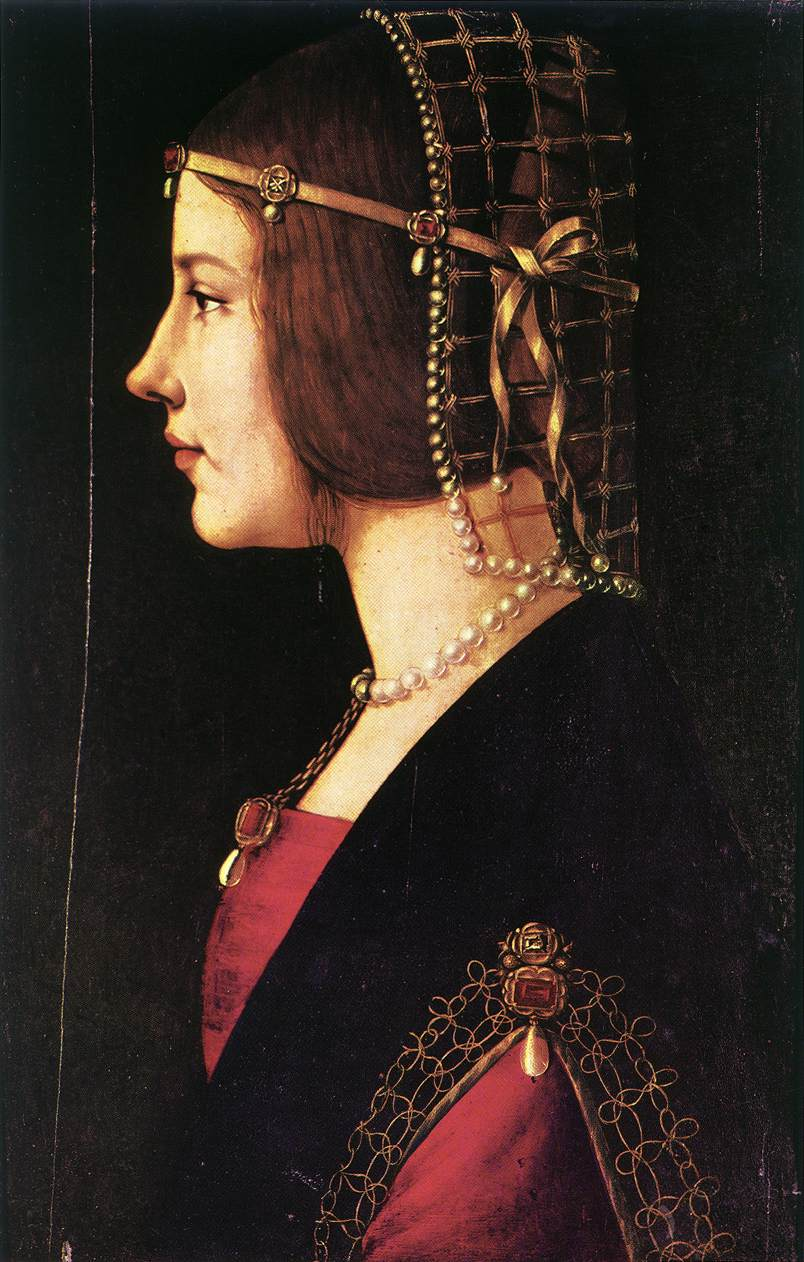
Tillsammans med Ambrogio de Predis.

## Vetenskaplig verksamhet
Leonardos anteckningsböcker, skrivna spegelvänt och okända för samtiden, innehöll djupsinniga vetenskapliga iakttagelser rörande proportionslära, perspektiv, optik, anatomi, geologi och uppfinningar som kanonen, stridsvagnen, en dykardräkt och flygmaskiner. Hans berömda Libro de' Pittura, som bevarats i en tämligen god kopia av en annan hand, fick stor spridning på 1500-talet.

### Anatomiska studier

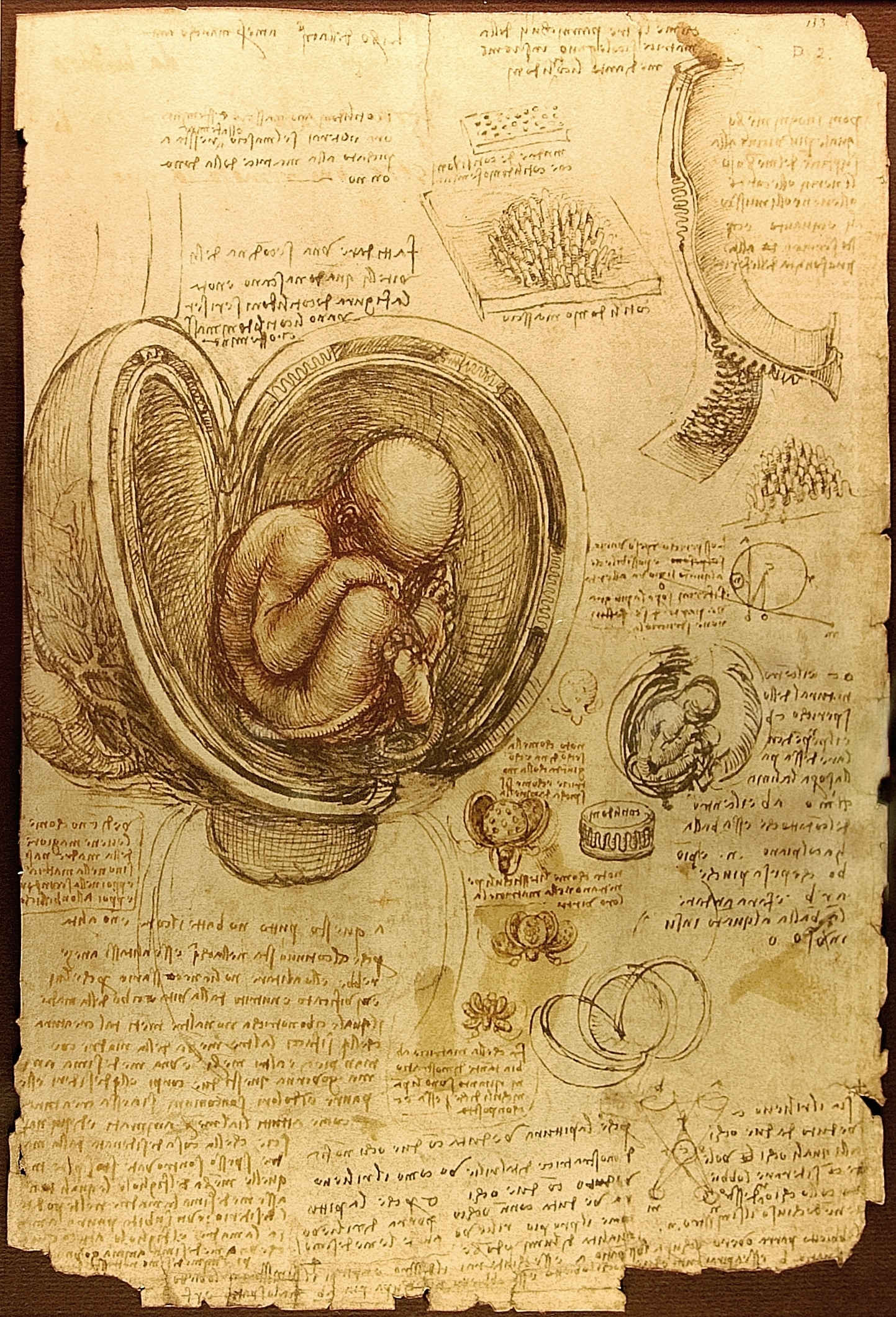
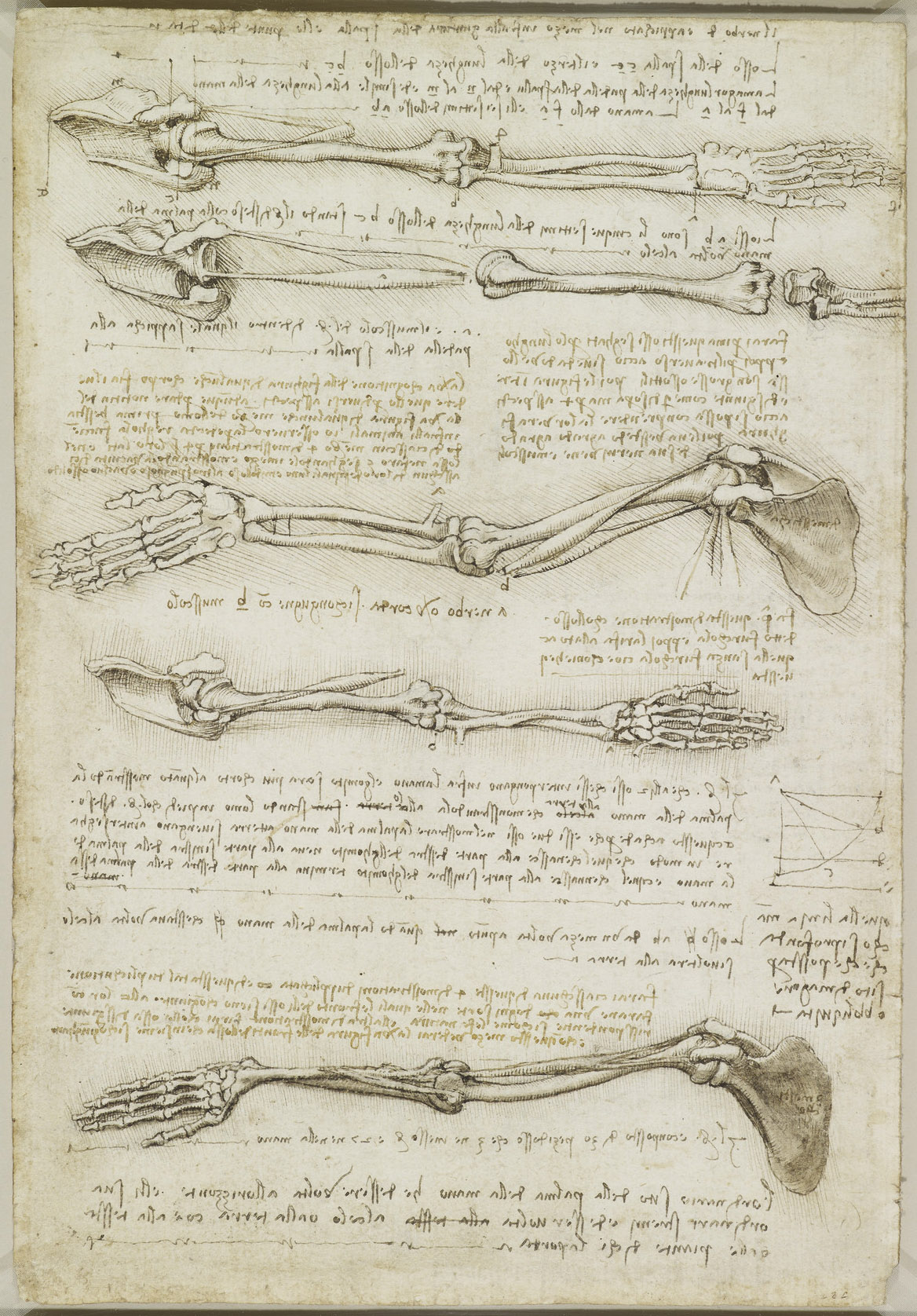
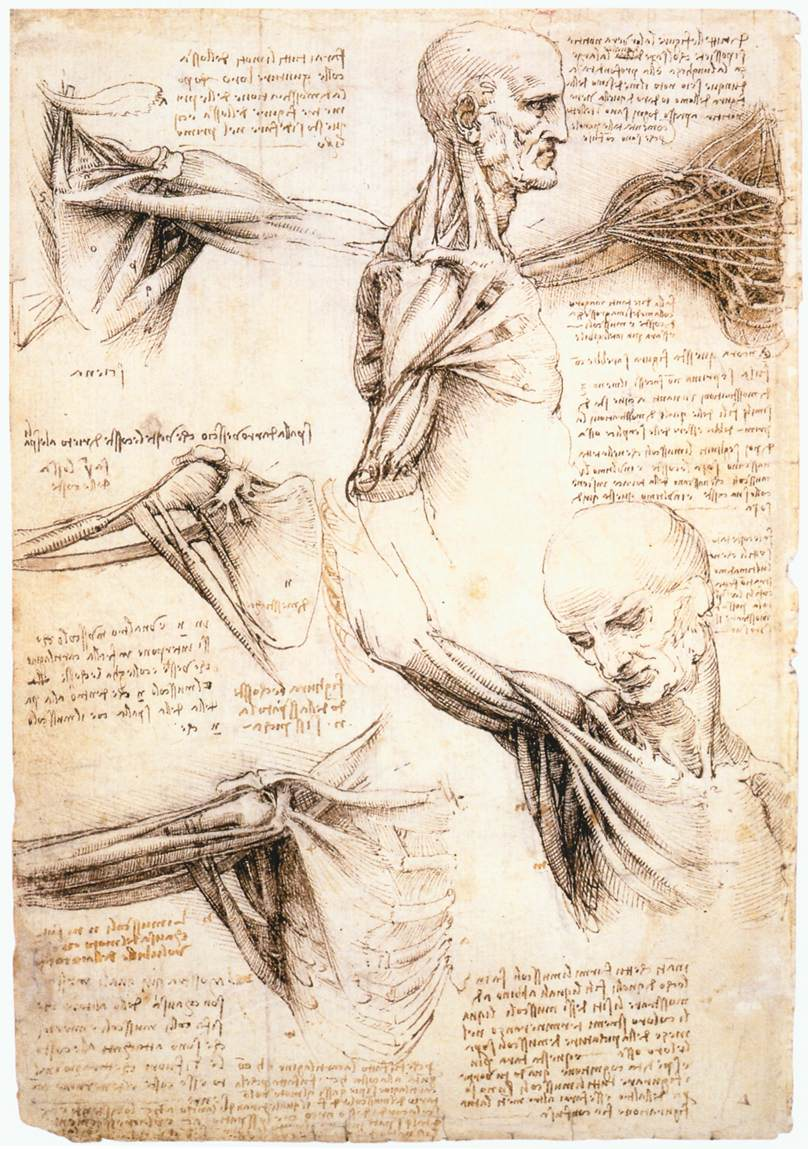
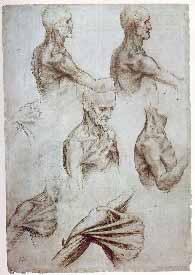
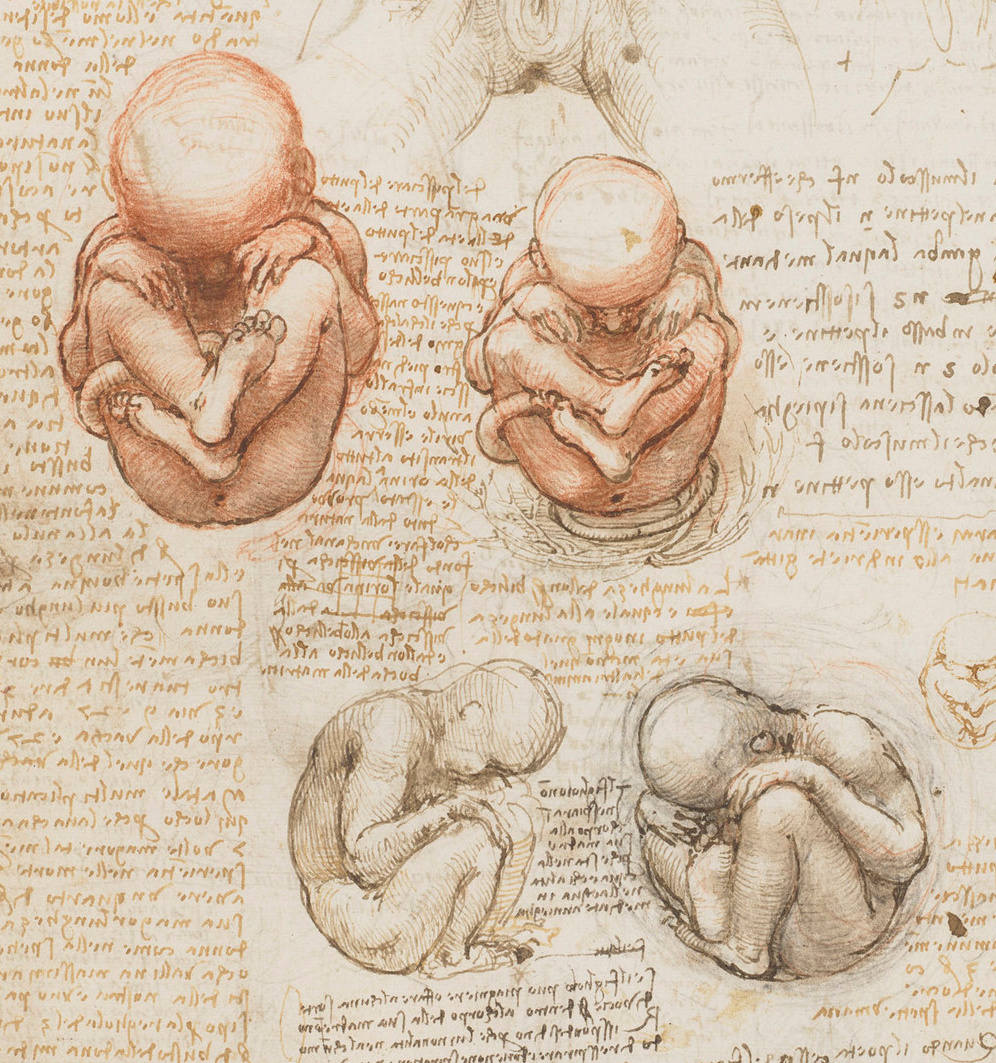
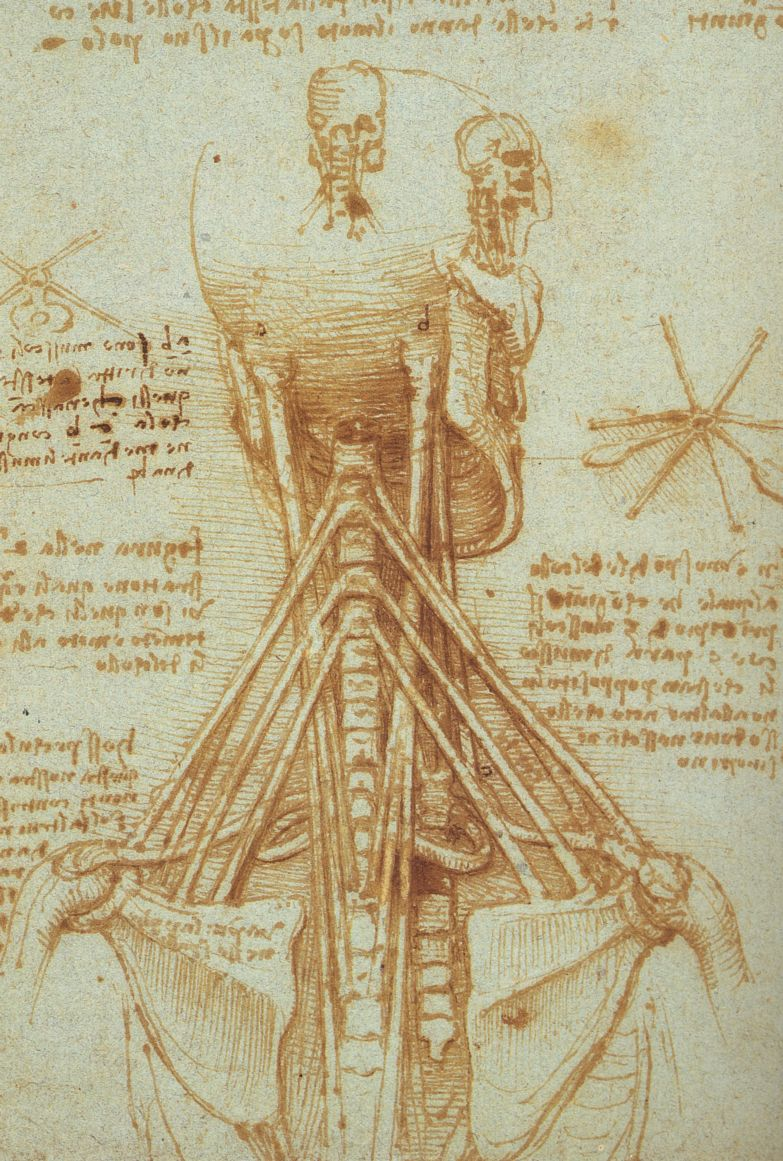

Ett stort antal landskapsteckningar samt huvud- och nakenstudier har bevarats. Många av dem utgör delar av hans anteckningar eller vetenskapliga studier.
Den näst största samlingen av vetenskapsanteckningar av Leonardo, Codex Arundel, ägs av British Library. Bill Gates äger boken Codex Leicester, vilken tillsammans med Codex Arundel skall digitaliseras och publiceras på internet.
Andra kända manuskript: Codex Atlanticus • Codex Trivulzianus.

### Leonardo da Vincis olika uppfinningar

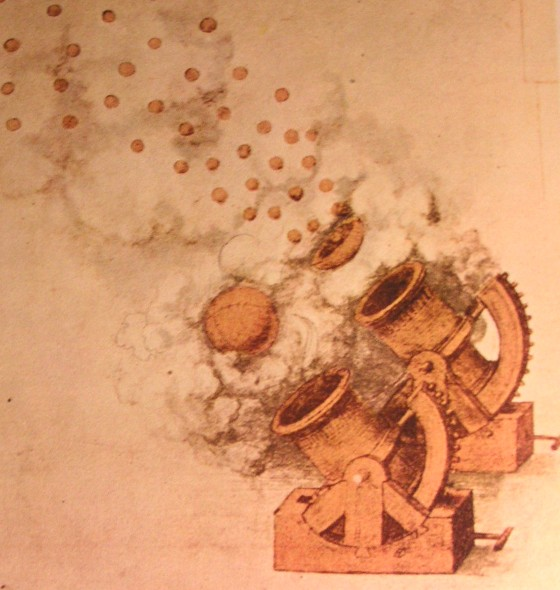
Leonardos kanon.
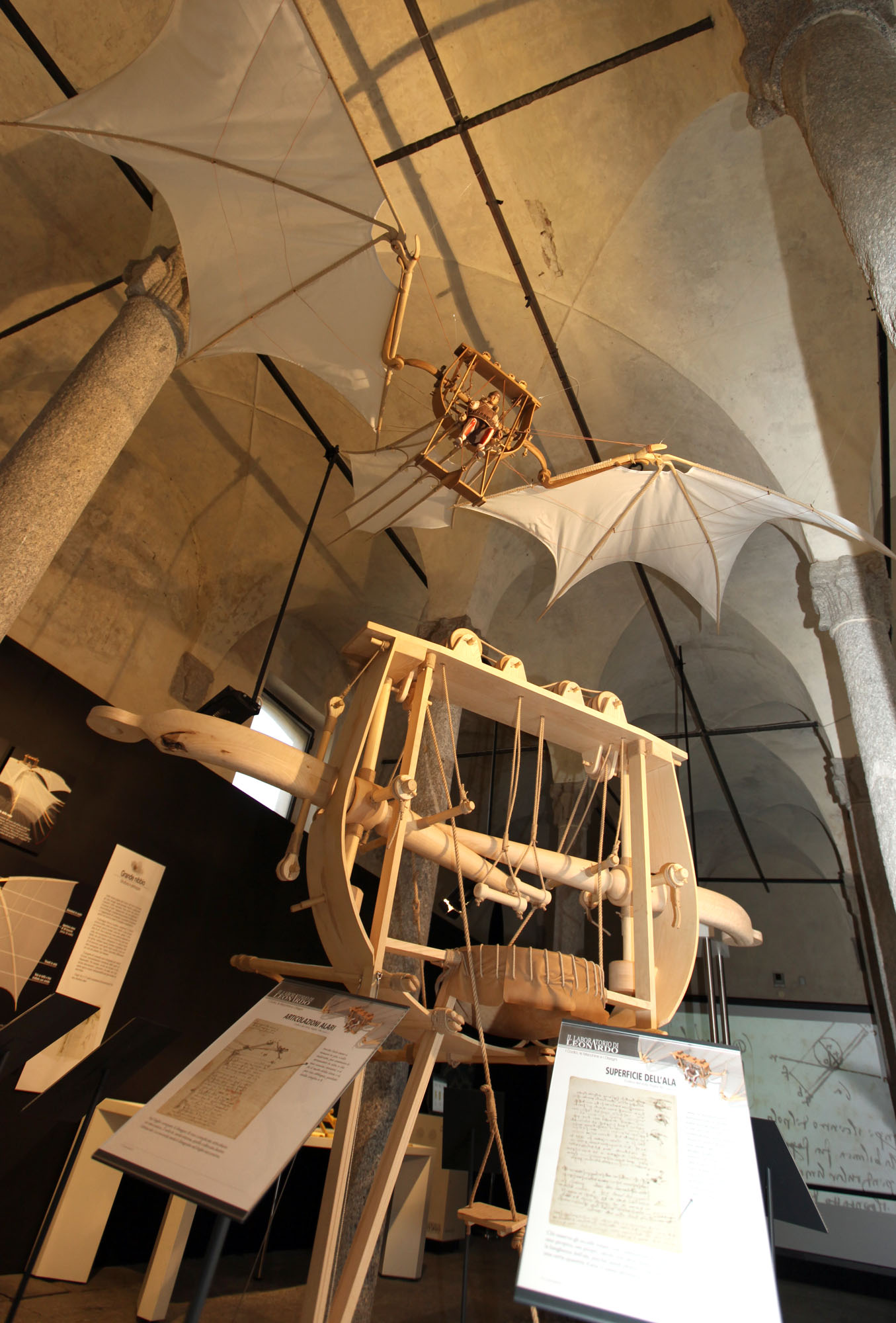
Leonardos flygmaskin.
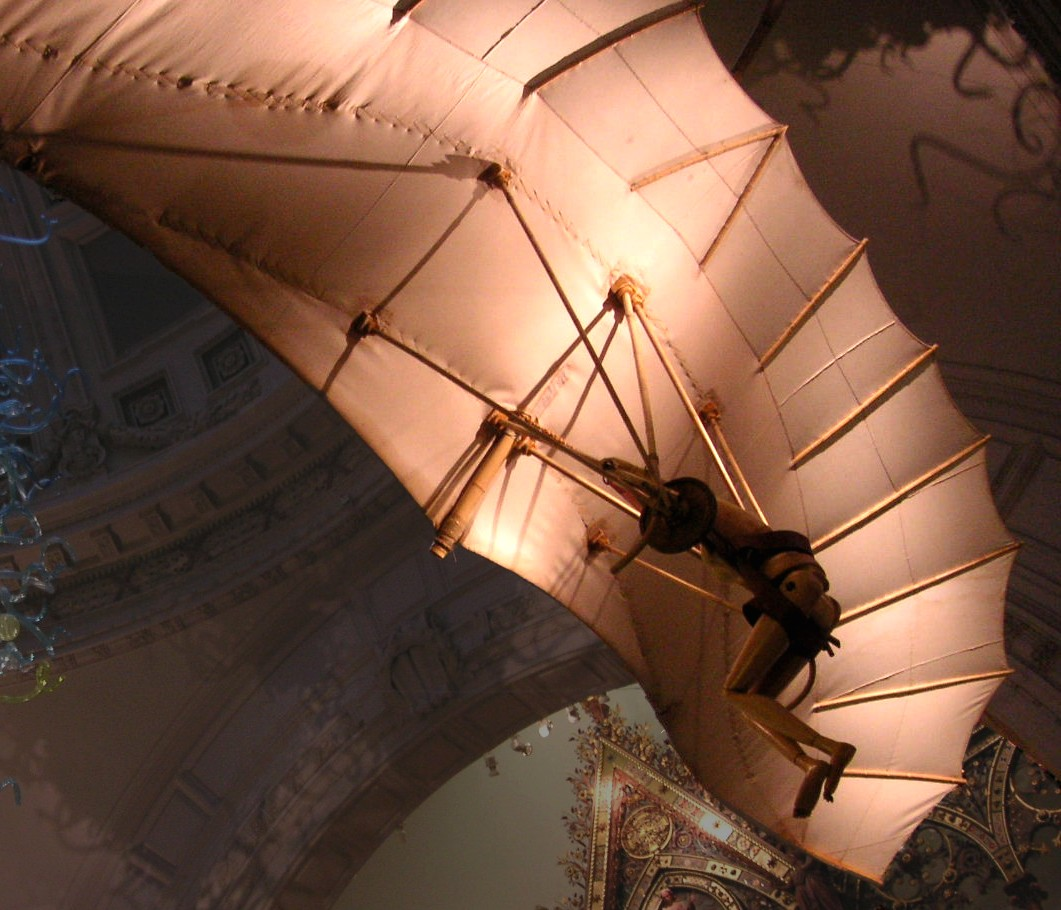
Denna konstruktion användes senare av drakflygare.
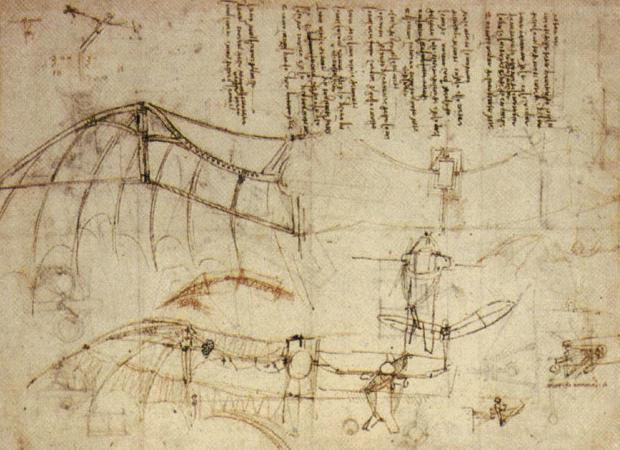
Leonardos skiss för flygmaskin.
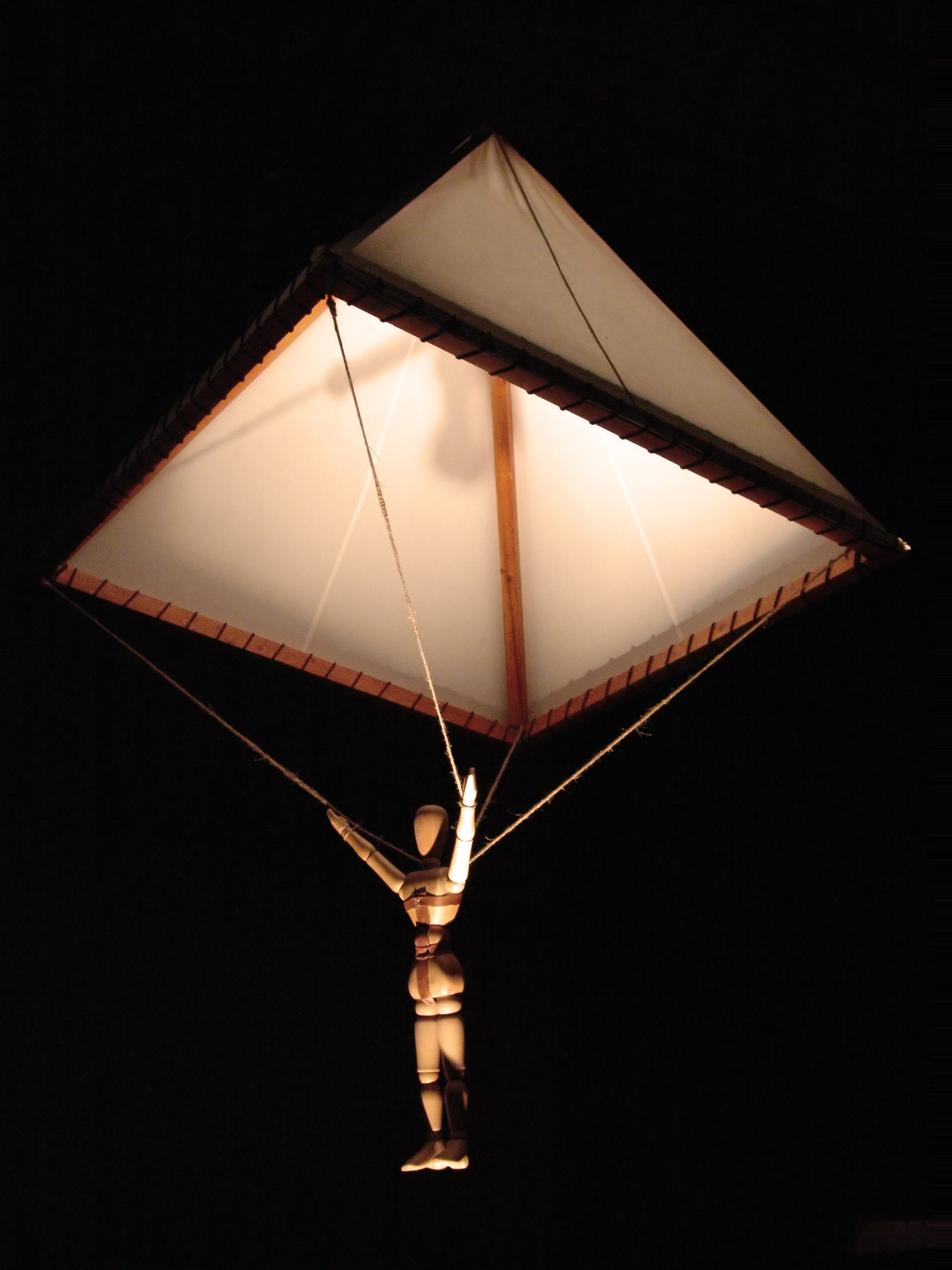
Leonardos förslag för fallskärm.
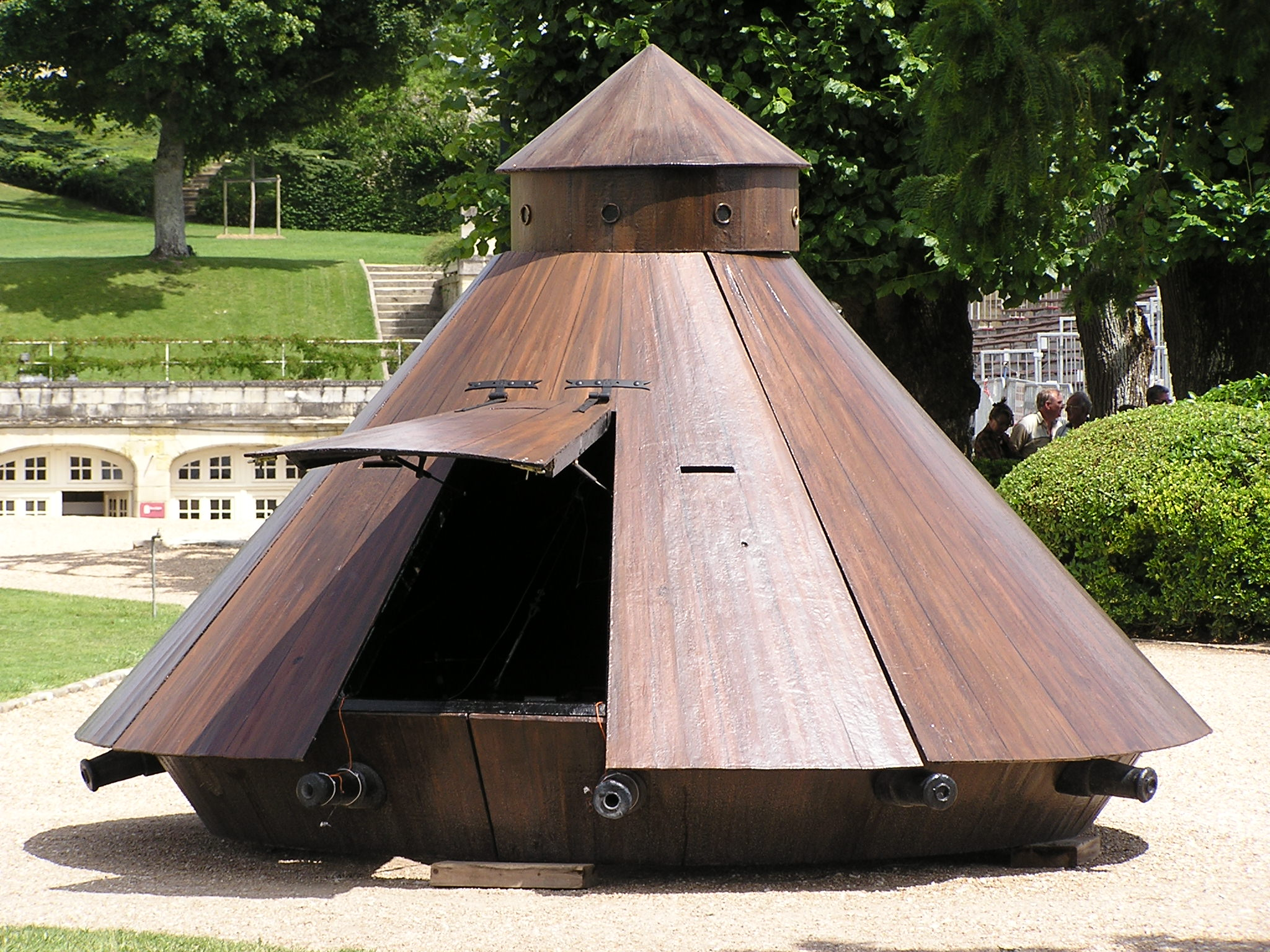
Leonardos förslag för en stridsvagn.
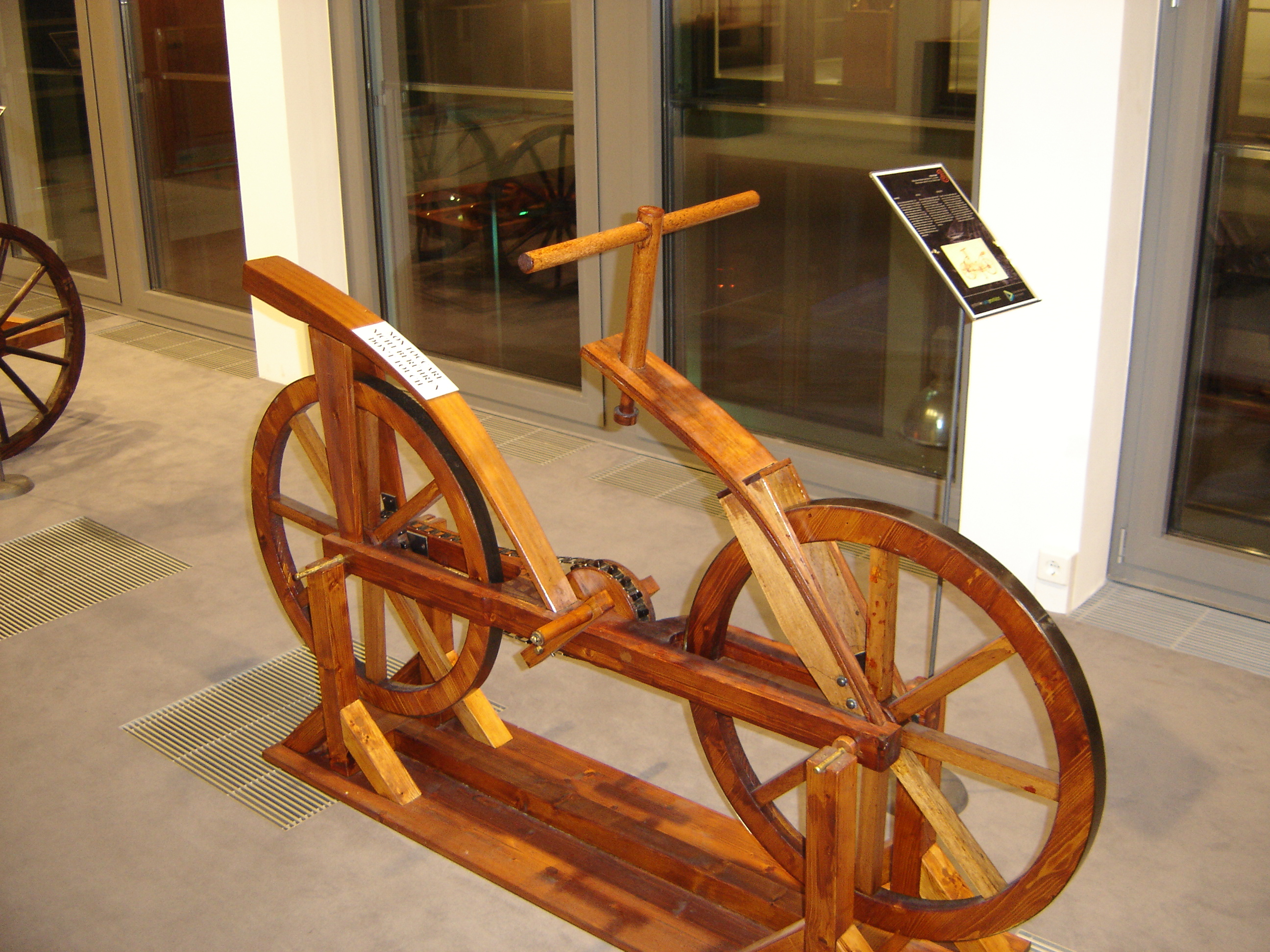
Leonardos förslag för cykeln.
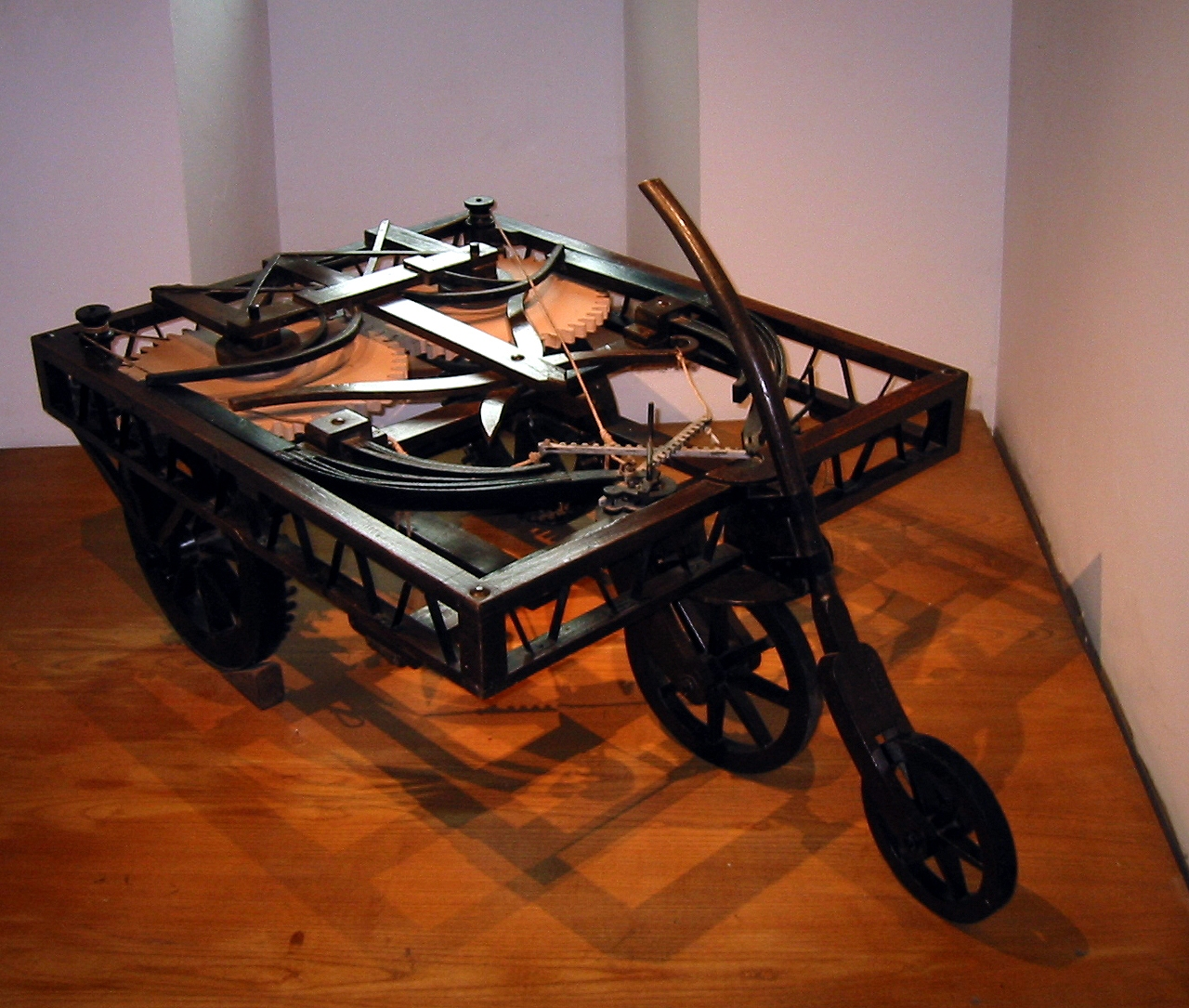
Leonardos förslag för bilen.
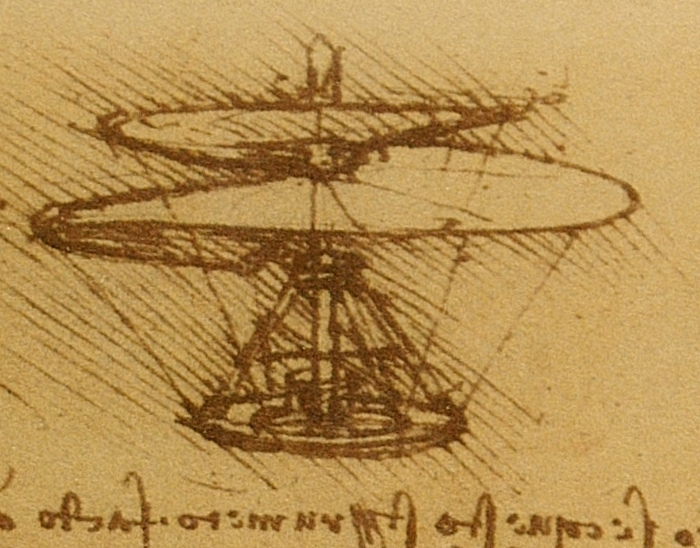
Leonardos förslag för helikoptern.
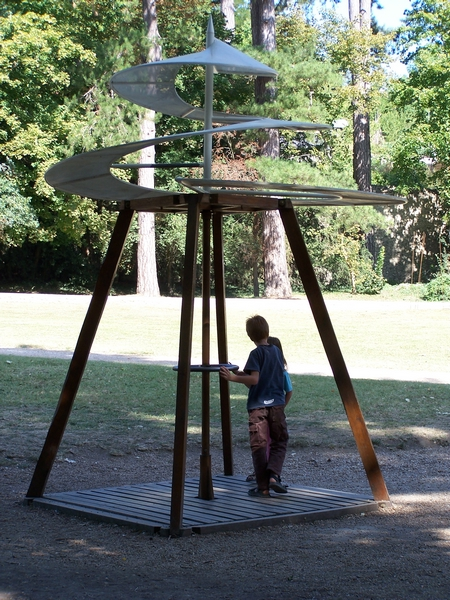
Leonardos helikopter, konstruktion.
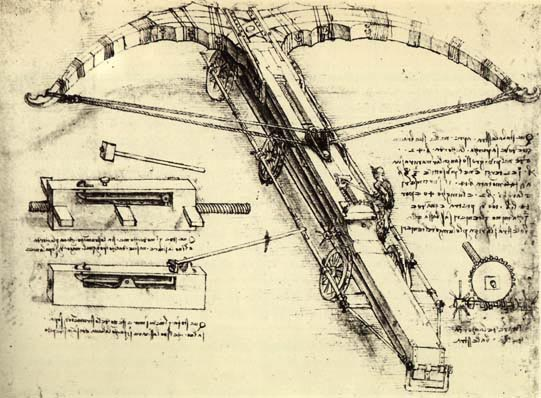
Leonardos förslag för en avskjutningsramp.
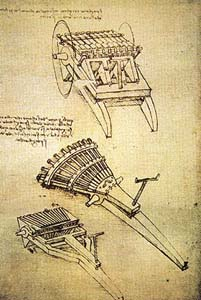
Leonardos krigsmaskin.

## Verifierade konstverk
Endast cirka tjugofem verk har med viss säkerhet kunnat tillskrivas Leonardo da Vinci av konstvetare. Även deras autenticitet är i några fall fortfarande omstridda. Listan nedan är inkomplett och förändras successivt, baserat på nya rön.
| Verk | Namn                                    | Tillkomst | Not | Ägare                                    |
| ---- | --------------------------------------- | --------- | --- | ---------------------------------------- |
|      | Draperingsstudie av sittande gestalt    | 1472–1475 | | Louvren, Paris                           |
|      | Jesu dop                                | 1473–1475 | Samarbete med Andrea del Verrocchio. | Uffizierna, Florens                      |
|      | Bebådelsen                              | 1472–1476 | Allmänt accepterad attribution. Leonardos tidigaste verk. Ansågs fram till 1869 vara av Verrocchio. | Uffizierna, Florens                      |
|      | Madonnan med nejlikan                   | 1472–1478 | Allmänt accepterad attribution. Har viss övermålning, möjligen av en flamländsk konstnär. | Alte Pinakothek, München                 |
|      | Ginevra de' Benci                       | 1474–1480 | Allmänt accepterad attribution. Föreslogs som Leonardo-verk 1866 och var länge omtvistad. | National Gallery of Art, Washington D.C. |
|      | Benoismadonnan                          | 1478–1481 | Allmänt accepterad attribution. Kritiker anser att det är denna som nämns av Leonardo 1478. | Eremitaget, Sankt Petersburg             |
|      | Porträtt av en musiker (ofullbordad)    | 1485–1487 | Allmänt accepterad attribution. | Biblioteca Ambrosiana, Milano            |
|      | Den helige Hieronymus (ofullbordad)     | 1480–1490 | Allmänt accepterad attribution. | Vatikanmuseerna, Vatikanstaden           |
|      | Damen med hermelinen                    | 1489–1490 | Allmänt accepterad attribution. Först nämnd som en Leonardo-målning 1889 och länge omtvistad. Bestämningen av Porträtt av Ginevra Benci har hjälpt till även för denna bestämning. Modellen har identifierats som Cecilia Gallerani. | Czartoryskymuseet, Kraków                |
|      | Nattvarden                              | 1492–1498 | Allmänt accepterad attribution. Beskrevs 9 februari 1498 som fullbordad. | Santa Maria delle Grazie, Milano         |
|      | Slaget vid Anghiari                     | 1503–1505 | Anses förlorad. Peter Paul Rubens kopia av målningen finns kvar (bilden). |                                          |
|      | Salvator Mundi                          | 1495–1507 | Målningen har länge ansetts som förlorad. En målning upptäcktes 2011, vilken av vissa experter attribuerats till Leonardo da Vinci. Denna är i privat ägo hos okänd samlare.                                                         |                                          |
|      | Madonnan med garnnystanet               | 1499–1507 | Leonardo och hans verkstad. Vetenskaplig undersökning antyder att Leonardo åtminstone var inblandad i undermålningen. | Scottish National Gallery, Edinburgh     |
|      | Anna själv tredje med Johannes Döparen  | 1499–1508 | Allmänt accepterad attribution. | National Gallery, London                 |
|      | Madonnan i grottan                      | 1490–1508 | Allmänt accepterad attribution. Anses som senare än Louvren-versionen, färdigställd med bidrag av åtminstone Ambrogio de Predis'. | National Gallery, London                 |
|      | Ryttarstaty                             | 1506–1508 | | Konstmuseet, Budapest                    |
|      | La Scapigliata ("Huvudet av en kvinna") | 1508      | Allmänt accepterad attribution. | Galleria nazionale, Parma                |
|      | Leda                                    | 1504–1510 | Anses förlorad. Fanns 1625 i Château de Fontainebleau. Nio kända kopior existerar (bilden visar Sodomas version). |                                          |
|      | Självporträtt                           | 1513      | Allmänt accepterad attribution. | Biblioteca Reale, Turin                  |
|      | Bacchus                                 | 1510–1515 | Omtvistad. Anses allmänt som en ateljékopia. | Louvren, Paris                           |
|      | Mona Lisa, La Gioconda                  | 1503–1506 | Allmänt accepterad attribution. | Louvren, Paris                           |
|      | Johannes döparen                        | 1508–1516 | Allmänt accepterad attribution. | Louvren, Paris                           |
|      | Konungarnas tillbedjan                  | 1513–1516 | | Uffizierna, Florens                      |
|      | Anna själv tredje (ofullbordad)         | 1501–1517 | Allmänt accepterad attribution. | Louvren, Paris                           |

## Bilder på Leonardo
Det var inte bara Leonardo som målade andra, han blev också avbildad och porträtterad, och det finns några små bilder som man tror att Leonardo avbildade sig själv, på sina anteckningar han förde och vid sidan av de papper han tecknade annat på.

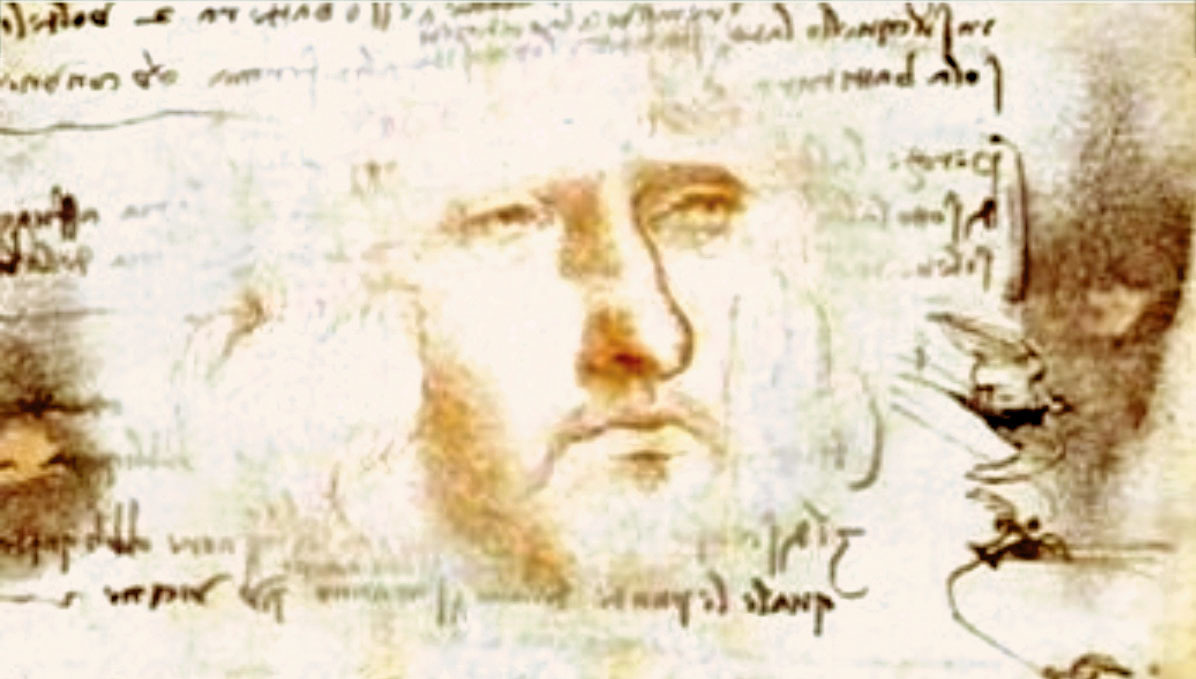
Tidigt självporträtt av Leonardo på några anteckningar om fåglarnas flykt.
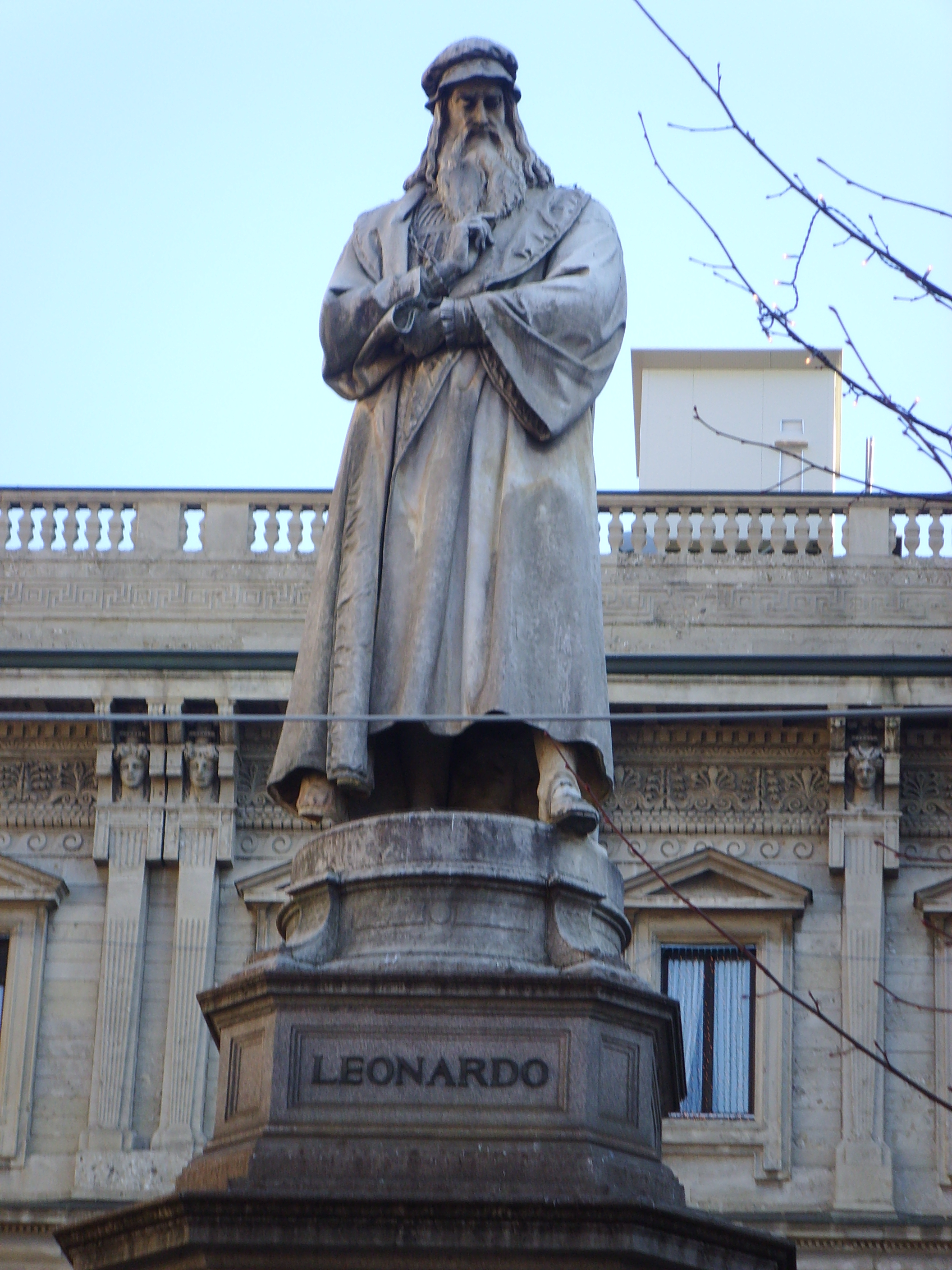
Pietro Magni, 1872. Staty av Leonardo, Piazza della Scala, Milano.
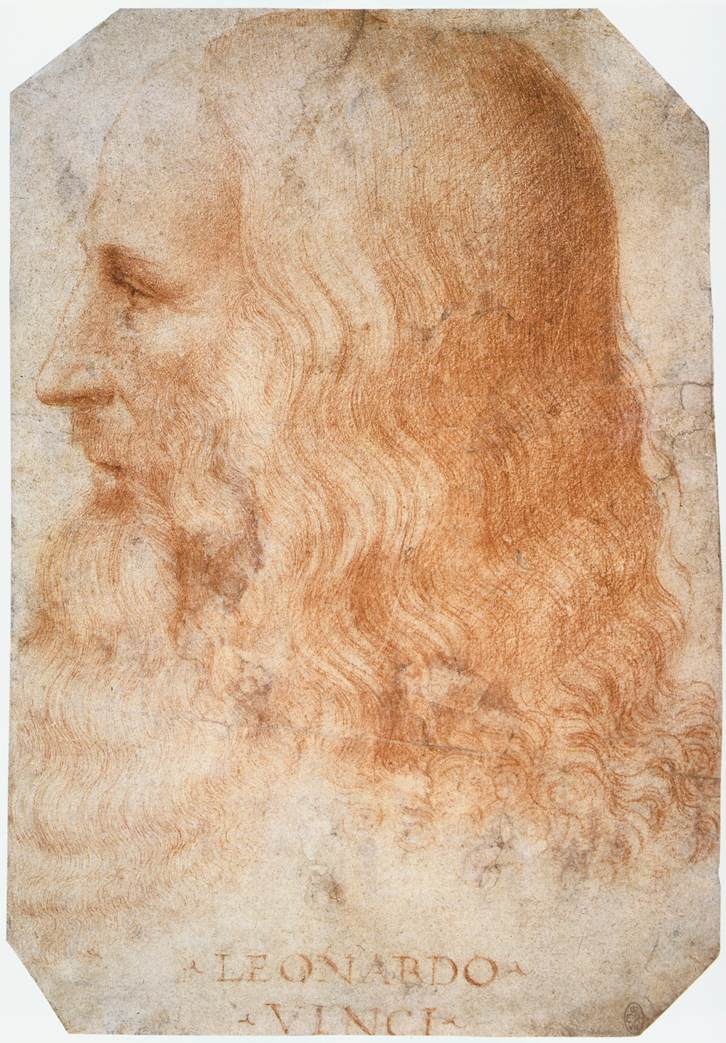
Francesco Melzi - porträtt av Leonardo.
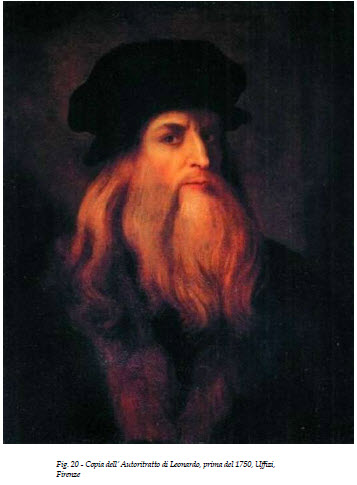
Anonymt porträtt av Leonardo (c. 1600).
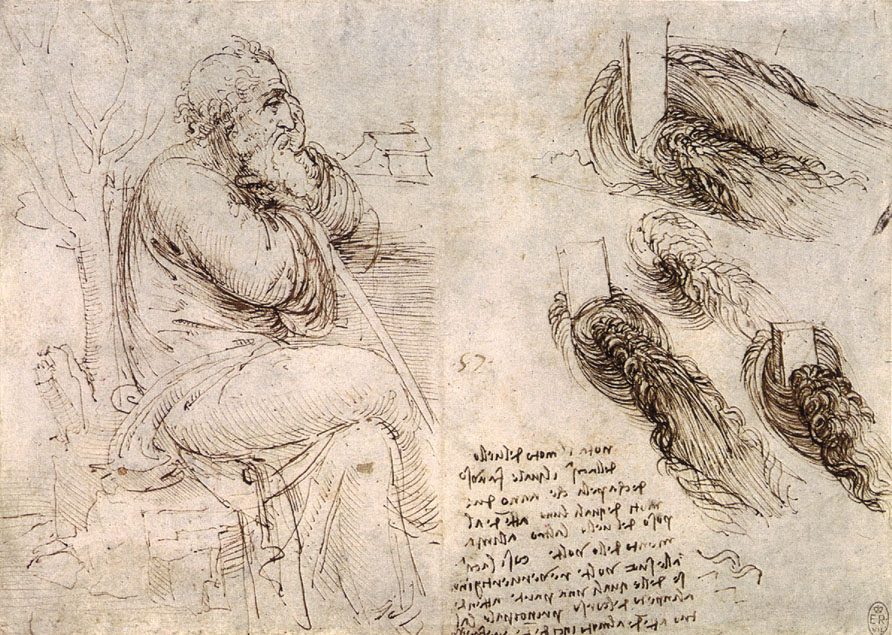
Självporträtt av Leonardo på några anteckningar.
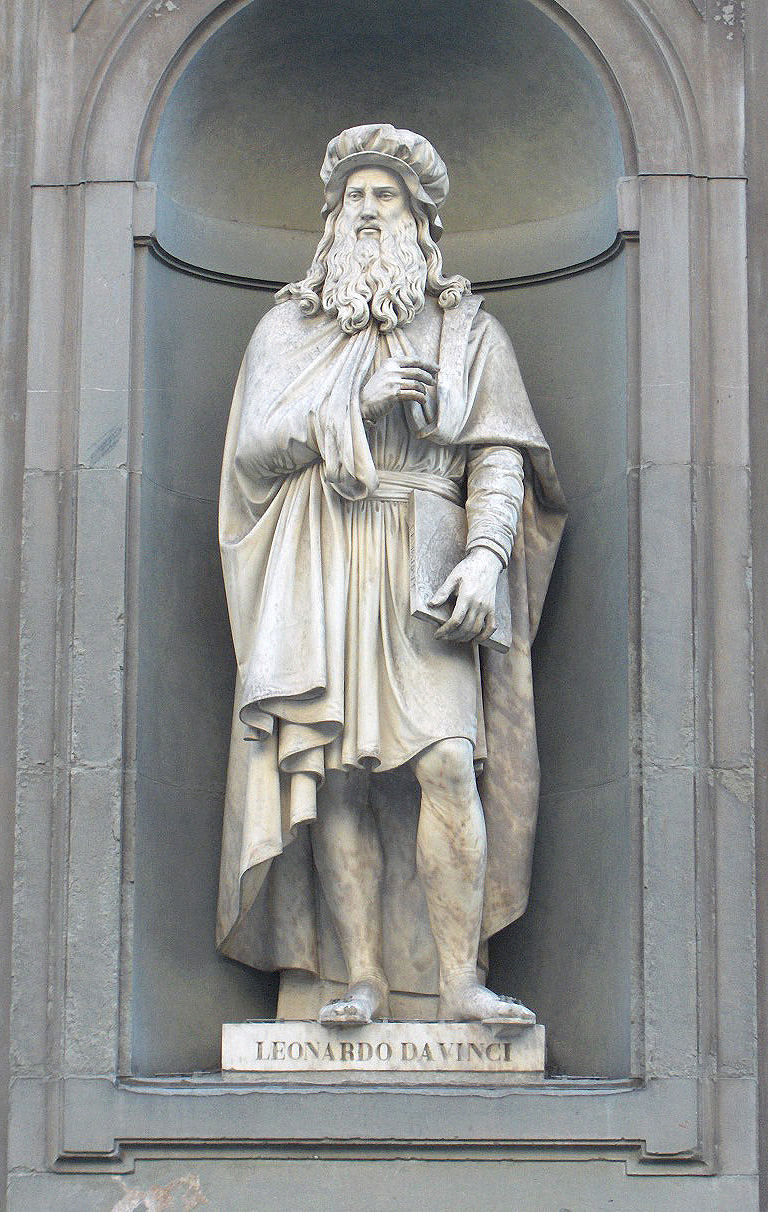
Luigi Pampaloni, staty av Leonardo, 1838.

## Eftermäle
- Leonardo da Vinci-bron i Norge
- Asteroiden 3000 Leonardo[14]
- Da Vinci (månkrater)[15]
- Da Vinci (krater)[16]
- Modulen Leonardo tidigare transportmodul på Internationella rymdstationen (ISS)